# Copa Davis 2020-21
La Copa Davis 2020-21 fue la 109.ª edición del torneo de tenis masculino más importante, de las disputadas por diversos países.
Debido a la pandemia de COVID-19, el 26 de junio de 2020 la ITF anunció que las finales de 2020 se llevarían a cabo del 22 al 28 de noviembre de 2021. Además, 24 eliminatorias del Grupo Mundial I y del Grupo Mundial II se pospusieron para marzo o septiembre de 2021, y los eventos regionales del Grupo III y del Grupo IV de 2020 también se pospusieron hasta 2021. Las 18 naciones que se habían clasificado para las finales mantendrán su posición durante el próximo año.

## Formato
El 3 de septiembre de 2019 se dio a conocer el formato del torneo con cambios significativos en el Grupo Mundial y los Grupos Regionales.

### Cambios respecto al 2019

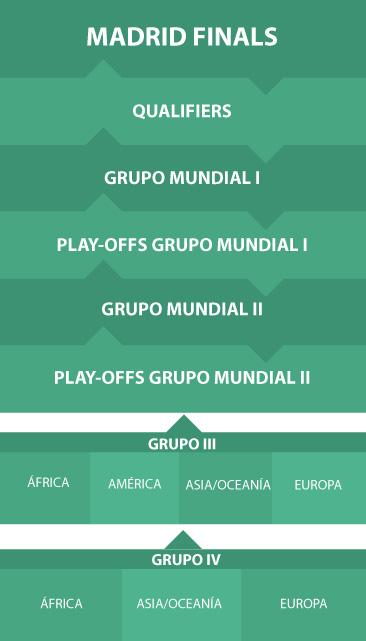
Estructura del formato de la Copa Davis a partir de 2020.

- Se jugaría una primera ronda clasificatoria con el formato tradicional entre 24 equipos:
  - de los 14 equipos ubicados entre el puesto 5.º al 18.º de las finales del año anterior se seleccionará 2 invitados que pasarían directamente a disputar las finales de ese año, quedando 12 equipos en competencia;
  - y 12 equipos ganadores del Grupo I provenientes de las diferentes zonas regionales (6 de Europa/África, 3 de América, y 3 de Asia/Oceanía).
- Luego se disputaría una fase final en una sola sede, donde participarán 18 equipos:
  - los 12 ganadores de la ronda clasificatoria, los 4 semifinalistas del año anterior y los 2 equipos seleccionados como wild cards en la fase previa.
  - Estos 18 equipos serián distribuidos en 6 grupos de 3 equipos cada uno; los 6 primeros y los dos mejores segundos de cada grupo pasarían a la fase eliminatoria, donde se jugarían cuartos de final, semifinales y final, para determinar al campeón.
- Los 12 perdedores de la ronda clasificatoria pasarían a competir en el nuevo Grupo Mundial I contra los 12 equipos ganadores de los Play-offs del Grupo Mundial I.
- Los Play-offs del Grupo Mundial I estarían conformados por los 12 equipos perdedores de Grupo I de 2019 y los 12 ganadores del Grupo II de dicho año de sus respectivas zonas regionales.
- Los 12 perdedores de los Play-offs del Grupo Mundial I pasarían a competir en el nuevo Grupo Mundial II contra los 12 equipos ganadores de los Play-offs del Grupo Mundial II.
- Los Play-offs del Grupo Mundial II estarán conformados por los 12 equipos perdedores de Grupo II de 2019 y los 12 ganadores del Grupo III de dicho año de sus respectivas zonas regionales.
- No habría cambios con relación a los perdedores del Grupo III de 2019 y los participantes del Grupo IV que se mantendrán en sus zonas regionales con ascensos y descensos según corresponda.

## Fase final

### Equipos participantes
Los clasificados a las Finales de la Copa Davis 2021 fueron los siguientes:
- 4 semifinalistas de la edición anterior.
- 12 ganadores de la ronda de clasificación, del 6 al 7 de marzo de 2020.
- 2 equipos invitados (WC).

| Equipos participantes | Equipos participantes | Equipos participantes | Equipos participantes | Equipos participantes | Equipos participantes |
| · Alemania            | · Australia           | · Austria             | · Canadá              | · Colombia            | · Croacia             |
| · Ecuador             | · España              | · Estados Unidos      | · Francia (WC)        | · Gran Bretaña        | · Hungría             |
| · Italia              | · Kazajistán          | · República Checa     | · RTF                 | · Serbia (WC) ·       | · Suecia              |
| --------------------- | --------------------- | --------------------- | --------------------- | --------------------- | --------------------- |

### Rondas finales
|  | Cuartos de final                  | Cuartos de final                  | Cuartos de final                  |          |         | Semifinales         | Semifinales         | Semifinales         |  |     | Final          | Final          | Final          |  |
|  | 29 de noviembre al 2 de diciembre | 29 de noviembre al 2 de diciembre | 29 de noviembre al 2 de diciembre |          |         | 3 al 4 de diciembre | 3 al 4 de diciembre | 3 al 4 de diciembre |  |     | 5 de diciembre | 5 de diciembre | 5 de diciembre |  |
|  |                                   |                                   |                                   |          |         |                     |                     |                     |  |     |                |                |                |  |
|  |                                   |                                   |                                   |          |         |                     |                     |                     |  |     |                |                |                |  |
|  | 1.ºA                              | RTF                               | 2                                 |          |         |                     |                     |                     |  |     |                |                |                |  |
|  | 1.ºA                              | RTF                               | 2                                 |          |         |                     |                     |                     |  |     |                |                |                |  |
|  | 2.º                               | Suecia                            | 0                                 |          |         |                     |                     |                     |  |     |                |                |                |  |
|  | 2.º                               | Suecia                            | 0                                 |          | RTF     | RTF                 | 2                   |                     |  |     |                |                |                |  |
|  |                                   |                                   |                                   |          | RTF     | RTF                 | 2                   |                     |  |     |                |                |                |  |
|  |                                   |                                   | Alemania                          | Alemania | 1       |                     |                     |                     |  |     |                |                |                |  |
|  | 1.ºC                              | Gran Bretaña                      | Alemania                          | Alemania | 1       | 1                   |                     |                     |  |     |                |                |                |  |
|  | 1.ºC                              | Gran Bretaña                      |                                   |          |         |                     |                     |                     |  |     |                |                |                |  |
|  | 1.ºF                              | Alemania                          | 2                                 |          |         |                     |                     |                     |  |     |                |                |                |  |
|  | 1.ºF                              | Alemania                          | 2                                 |          |         |                     |                     |                     |  | RTF | RTF            | 2              |                |  |
|  |                                   |                                   |                                   |          |         |                     |                     |                     |  | RTF | RTF            | 2              |                |  |
|  |                                   |                                   | Croacia                           | Croacia  | 0       |                     |                     |                     |  |     |                |                |                |  |
|  | 1.ºE                              | Italia                            | Croacia                           | Croacia  | 0       | 1                   |                     |                     |  |     |                |                |                |  |
|  | 1.ºE                              | Italia                            |                                   |          |         |                     |                     |                     |  |     |                |                |                |  |
|  | 1.ºD                              | Croacia                           | 2                                 |          |         |                     |                     |                     |  |     |                |                |                |  |
|  | 1.ºD                              | Croacia                           | 2                                 |          | Croacia | Croacia             | 2                   |                     |  |     |                |                |                |  |
|  |                                   |                                   |                                   |          | Croacia | Croacia             | 2                   |                     |  |     |                |                |                |  |
|  |                                   |                                   | Serbia                            | Serbia   | 1       |                     |                     |                     |  |     |                |                |                |  |
|  | 2.º                               | Serbia                            | Serbia                            | Serbia   | 1       | 2                   |                     |                     |  |     |                |                |                |  |
|  | 2.º                               | Serbia                            |                                   |          |         |                     |                     |                     |  |     |                |                |                |  |
|  | 1.ºB                              | Kazajistán                        | 1                                 |          |         |                     |                     |                     |  |     |                |                |                |  |
|  | 1.ºB                              | Kazajistán                        | 1                                 |          |         |                     |                     |                     |  |     |                |                |                |  |
|  |                                   |                                   |                                   |          |         |                     |                     |                     |  |     |                |                |                |  |

#### Cuartos de final
| | Bandera de Italia  | Italia                        | 1  | 2  | Croacia | Bandera de Croacia |
| --- | ------------------ | ----------------------------- | -- | -- | ------- | ------------------ |
| Palasport Olimpico - Cancha central 29 de noviembre de 2021 1.ª sesión (11h CET) |                    |                               |    |    |         |                    |
| \| 1 \| \| Lorenzo Sonego \| 62 \| 6 \| 2 \| \| 1 \| \| Borna Gojo \| 77 \| 2 \| 6 \| \| 2 \| \| Jannik Sinner \| 3 \| 77 \| 6 \| \| 2 \| \| Marin Čilić \| 6 \| 64 \| 3 \| \| 3 \| \| Fabio Fognini / Jannik Sinner \| 3 \| 4 \| \| \| 3 \| \| Nikola Mektić / Mate Pavić \| 6 \| 6 \| \| |                    |                               |    |    |         |                    |
| 1 | Bandera de Italia  | Lorenzo Sonego                | 62 | 6  | 2       |                    |
| 1 | Bandera de Croacia | Borna Gojo                    | 77 | 2  | 6       |                    |
| 2 | Bandera de Italia  | Jannik Sinner                 | 3  | 77 | 6       |                    |
| 2 | Bandera de Croacia | Marin Čilić                   | 6  | 64 | 3       |                    |
| 3 | Bandera de Italia  | Fabio Fognini / Jannik Sinner | 3  | 4  |         |                    |
| 3 | Bandera de Croacia | Nikola Mektić / Mate Pavić    | 6  | 6  |         |                    |

| | Bandera del Reino Unido | Gran Bretaña                 | 1   | 2  | Alemania | Bandera de Alemania |
| --- | ----------------------- | ---------------------------- | --- | -- | -------- | ------------------- |
| Olympiahalle Innsbruck - Cancha central 30 de noviembre de 2021 1.ª sesión (11h CET) |                         |                              |     |    |          |                     |
| \| 1 \| \| Daniel Evans \| 6 \| 6 \| \| \| 1 \| \| Peter Gojowczyk \| 2 \| 1 \| \| \| 2 \| \| Cameron Norrie \| 66 \| 6 \| 2 \| \| 2 \| \| Jan-Lennard Struff \| 78 \| 3 \| 6 \| \| 3 \| \| Joe Salisbury / Neal Skupski \| 610 \| 65 \| \| \| 3 \| \| Kevin Krawietz / Tim Puetz \| 712 \| 77 \| \| |                         |                              |     |    |          |                     |
| 1 | Bandera del Reino Unido | Daniel Evans                 | 6   | 6  |          |                     |
| 1 | Bandera de Alemania     | Peter Gojowczyk              | 2   | 1  |          |                     |
| 2 | Bandera del Reino Unido | Cameron Norrie               | 66  | 6  | 2        |                     |
| 2 | Bandera de Alemania     | Jan-Lennard Struff           | 78  | 3  | 6        |                     |
| 3 | Bandera del Reino Unido | Joe Salisbury / Neal Skupski | 610 | 65 |          |                     |
| 3 | Bandera de Alemania     | Kevin Krawietz / Tim Puetz   | 712 | 77 |          |                     |

| | Bandera de Serbia     | Serbia                                | 2  | 1 | Kazajistán | Bandera de Kazajistán |
| --- | --------------------- | ------------------------------------- | -- | - | ---------- | --------------------- |
| Madrid Arena - Cancha central 1 de diciembre de 2021 1.ª sesión (11h CET) |                       |                                       |    |   |            |                       |
| \| 1 \| \| Miomir Kecmanović \| 65 \| 6 \| 611 \| \| 1 \| \| Mikhail Kukushkin \| 77 \| 3 \| 713 \| \| 2 \| \| Novak Djokovic \| 6 \| 6 \| \| \| 2 \| \| Aleksandr Búblik \| 3 \| 4 \| \| \| 3 \| \| Nikola Čačić / Novak Djokovic \| 6 \| 2 \| 6 \| \| 3 \| \| Andrey Golubev / Aleksandr Nedovyesov \| 2 \| 6 \| 3 \| |                       |                                       |    |   |            |                       |
| 1 | Bandera de Serbia     | Miomir Kecmanović                     | 65 | 6 | 611        |                       |
| 1 | Bandera de Kazajistán | Mikhail Kukushkin                     | 77 | 3 | 713        |                       |
| 2 | Bandera de Serbia     | Novak Djokovic                        | 6  | 6 |            |                       |
| 2 | Bandera de Kazajistán | Aleksandr Búblik                      | 3  | 4 |            |                       |
| 3 | Bandera de Serbia     | Nikola Čačić / Novak Djokovic         | 6  | 2 | 6          |                       |
| 3 | Bandera de Kazajistán | Andrey Golubev / Aleksandr Nedovyesov | 2  | 6 | 3          |                       |

| |                   | RTF                                | 2         | 0 | Suecia | Bandera de Suecia |
| --- | ----------------- | ---------------------------------- | --------- | - | ------ | ----------------- |
| Madrid Arena - Estadio Central 2 de diciembre de 2021 1.ª sesión (11h CET) |                   |                                    |           |   |        |                   |
| \| 1 \| \| Andréi Rubliov \| 6 \| 5 \| 77 \| \| 1 \| \| Elias Ymer \| 2 \| 7 \| 63 \| \| 2 \| \| Daniil Medvédev \| 6 \| 6 \| \| \| 2 \| \| Mikael Ymer \| 4 \| 4 \| \| \| 3 \| \| Aslán Karatsev / Andréi Rubliov \| No \| \| \| \| 3 \| \| André Göransson / Robert Lindstedt \| disputado \| \| \| |                   |                                    |           |   |        |                   |
| 1 |                   | Andréi Rubliov                     | 6         | 5 | 77     |                   |
| 1 | Bandera de Suecia | Elias Ymer                         | 2         | 7 | 63     |                   |
| 2 |                   | Daniil Medvédev                    | 6         | 6 |        |                   |
| 2 | Bandera de Suecia | Mikael Ymer                        | 4         | 4 |        |                   |
| 3 |                   | Aslán Karatsev / Andréi Rubliov    | No        |   |        |                   |
| 3 | Bandera de Suecia | André Göransson / Robert Lindstedt | disputado |   |        |                   |

#### Semifinales
| | Bandera de Croacia | Croacia                           | 2 | 1 | Serbia | Bandera de Serbia |
| --- | ------------------ | --------------------------------- | - | - | ------ | ----------------- |
| Madrid Arena - Cancha central 3 de diciembre de 2021 1.ª sesión (11h CET) |                    |                                   |   |   |        |                   |
| \| 1 \| \| Borna Gojo \| 4 \| 6 \| 6 \| \| 1 \| \| Dušan Lajović \| 6 \| 3 \| 2 \| \| 2 \| \| Marin Čilić \| 4 \| 2 \| \| \| 2 \| \| Novak Djokovic \| 6 \| 6 \| \| \| 3 \| \| Nikola Mektić / Mate Pavić \| 7 \| 6 \| \| \| 3 \| \| Novak Djokovic / Filip Krajinović \| 5 \| 1 \| \| |                    |                                   |   |   |        |                   |
| 1 | Bandera de Croacia | Borna Gojo                        | 4 | 6 | 6      |                   |
| 1 | Bandera de Serbia  | Dušan Lajović                     | 6 | 3 | 2      |                   |
| 2 | Bandera de Croacia | Marin Čilić                       | 4 | 2 |        |                   |
| 2 | Bandera de Serbia  | Novak Djokovic                    | 6 | 6 |        |                   |
| 3 | Bandera de Croacia | Nikola Mektić / Mate Pavić        | 7 | 6 |        |                   |
| 3 | Bandera de Serbia  | Novak Djokovic / Filip Krajinović | 5 | 1 |        |                   |

| |                     | RTF                              | 2 | 1 | Alemania | Bandera de Alemania |
| --- | ------------------- | -------------------------------- | - | - | -------- | ------------------- |
| Madrid Arena - Cancha central 4 de diciembre de 2021 1.ª sesión (11h CET) |                     |                                  |   |   |          |                     |
| \| 1 \| \| Andréi Rubliov \| 6 \| 6 \| \| \| 1 \| \| Dominik Koepfer \| 4 \| 0 \| \| \| 2 \| \| Daniil Medvédev \| 6 \| 6 \| \| \| 2 \| \| Jan-Lennard Struff \| 4 \| 4 \| \| \| 3 \| \| Aslán Karatsev / Karen Khachanov \| 6 \| 3 \| 4 \| \| 3 \| \| Kevin Krawietz / Tim Puetz \| 4 \| 6 \| 6 \| |                     |                                  |   |   |          |                     |
| 1 |                     | Andréi Rubliov                   | 6 | 6 |          |                     |
| 1 | Bandera de Alemania | Dominik Koepfer                  | 4 | 0 |          |                     |
| 2 |                     | Daniil Medvédev                  | 6 | 6 |          |                     |
| 2 | Bandera de Alemania | Jan-Lennard Struff               | 4 | 4 |          |                     |
| 3 |                     | Aslán Karatsev / Karen Khachanov | 6 | 3 | 4        |                     |
| 3 | Bandera de Alemania | Kevin Krawietz / Tim Puetz       | 4 | 6 | 6        |                     |

#### Final
| |                    | RTF                             | 2         | 0  | Croacia | Bandera de Croacia |
| --- | ------------------ | ------------------------------- | --------- | -- | ------- | ------------------ |
| Madrid Arena - Cancha central 5 de diciembre de 2021 1.ª sesión (11h CET) |                    |                                 |           |    |         |                    |
| \| 1 \| \| Andréi Rubliov \| 6 \| 77 \| \| \| 1 \| \| Borna Gojo \| 4 \| 65 \| \| \| 2 \| \| Daniil Medvédev \| 79 \| 6 \| \| \| 2 \| \| Marin Čilić \| 67 \| 2 \| \| \| 3 \| \| Aslán Karatsev / Andréi Rubliov \| No \| \| \| \| 3 \| \| Nikola Mektić / Mate Pavić \| disputado \| \| \| |                    |                                 |           |    |         |                    |
| 1 |                    | Andréi Rubliov                  | 6         | 77 |         |                    |
| 1 | Bandera de Croacia | Borna Gojo                      | 4         | 65 |         |                    |
| 2 |                    | Daniil Medvédev                 | 79        | 6  |         |                    |
| 2 | Bandera de Croacia | Marin Čilić                     | 67        | 2  |         |                    |
| 3 |                    | Aslán Karatsev / Andréi Rubliov | No        |    |         |                    |
| 3 | Bandera de Croacia | Nikola Mektić / Mate Pavić      | disputado |    |         |                    |

## Fase clasificatoria
Los participantes de la fase clasificatoria para las Finales de la Copa Davis 2020, fueron los siguientes:
- 12 equipos perdedores de las Finales de la edición anterior (14 equipos ubicados del 5.º al 18.º puesto menos 2 wild cards).
- 12 ganadores del Grupo I de la edición anterior en las distintas Zonas regionales.

### Equipos participantes
| Zona Americana         | Zona Americana         | Zona Americana         | Zona Americana         | Zona Americana         | Zona Americana         | Zona Americana         |
| · Argentina            | · Brasil               | · Colombia             | · Chile                | · Ecuador              | · Estados Unidos       | · Uruguay              |
| Zona Asiática/Oceánica | Zona Asiática/Oceánica | Zona Asiática/Oceánica | Zona Asiática/Oceánica | Zona Asiática/Oceánica | Zona Asiática/Oceánica | Zona Asiática/Oceánica |
| · Australia            | · Corea del Sur        | · India                | · Japón                | · Kazajistán           | · Uzbekistán           | —                      |
| Zona Europea/Africana  | Zona Europea/Africana  | Zona Europea/Africana  | Zona Europea/Africana  | Zona Europea/Africana  | Zona Europea/Africana  | Zona Europea/Africana  |
| · Alemania             | · Austria              | · Bélgica              | · Bielorrusia          | · Croacia              | · Eslovaquia           | · Hungría              |
| · Italia               | · Países Bajos         | · República Checa      | · Suecia               | —                      | —                      | —                      |
| ---------------------- | ---------------------- | ---------------------- | ---------------------- | ---------------------- | ---------------------- | ---------------------- |

### Series
El sorteo se realizó el 24 de noviembre de 2019 Madrid (España), donde tras la actualización del ranking, se definieron los cabezas de serie y las naciones restantes.
| | Bandera de Croacia  | Croacia                      | 3      | 1   | India | Bandera de la India |
| --- | ------------------- | ---------------------------- | ------ | --- | ----- | ------------------- |
| Dom Sportova, Zagreb, Croacia 6 y 7 de marzo de 2020 (Dura, bajo techo) |                     |                              |        |     |       |                     |
| \| 1 \| \| Borna Gojo \| 3 \| 6 \| 6 \| \| 1 \| \| Prajnesh Gunneswaran \| 6 \| 4 \| 2 \| \| 2 \| \| Marin Čilić \| 710 \| 710 \| \| \| 2 \| \| Ramkumar Ramanathan \| 68 \| 68 \| \| \| 3 \| \| Mate Pavić / Franko Škugor \| 3 \| 711 \| 5 \| \| 3 \| \| Rohan Bopanna / Leander Paes \| 6 \| 69 \| 7 \| \| 4 \| \| Marin Čilić \| 6 \| 6 \| \| \| 4 \| \| Sumit Nagal \| 0 \| 1 \| \| \| 5 \| \| Borna Gojo \| No \| \| \| \| 5 \| \| Ramkumar Ramanathan \| jugado \| \| \| |                     |                              |        |     |       |                     |
| 1 | Bandera de Croacia  | Borna Gojo                   | 3      | 6   | 6     |                     |
| 1 | Bandera de la India | Prajnesh Gunneswaran         | 6      | 4   | 2     |                     |
| 2 | Bandera de Croacia  | Marin Čilić                  | 710    | 710 |       |                     |
| 2 | Bandera de la India | Ramkumar Ramanathan          | 68     | 68  |       |                     |
| 3 | Bandera de Croacia  | Mate Pavić / Franko Škugor   | 3      | 711 | 5     |                     |
| 3 | Bandera de la India | Rohan Bopanna / Leander Paes | 6      | 69  | 7     |                     |
| 4 | Bandera de Croacia  | Marin Čilić                  | 6      | 6   |       |                     |
| 4 | Bandera de la India | Sumit Nagal                  | 0      | 1   |       |                     |
| 5 | Bandera de Croacia  | Borna Gojo                   | No     |     |       |                     |
| 5 | Bandera de la India | Ramkumar Ramanathan          | jugado |     |       |                     |

| | Bandera de Hungría | Hungría                          | 3  | 2  | Bélgica | Bandera de Bélgica |
| --- | ------------------ | -------------------------------- | -- | -- | ------- | ------------------ |
| Főnix Hall, Debrecen, Hungría 6 y 7 de marzo de 2020 (Dura, bajo techo) |                    |                                  |    |    |         |                    |
| \| 1 \| \| Attila Balázs \| 7 \| 64 \| 4 \| \| 1 \| \| Ruben Bemelmans \| 5 \| 77 \| 6 \| \| 2 \| \| Márton Fucsovics \| 6 \| 5 \| 6 \| \| 2 \| \| Kimmer Coppejans \| 2 \| 7 \| 4 \| \| 3 \| \| Attila Balázs / Márton Fucsovics \| 6 \| 1 \| 4 \| \| 3 \| \| Sander Gillé / Joran Vliegen \| 3 \| 6 \| 6 \| \| 4 \| \| Attila Balázs \| 6 \| 6 \| \| \| 4 \| \| Kimmer Coppejans \| 3 \| 0 \| \| \| 5 \| \| Márton Fucsovics \| 67 \| 6 \| 6 \| \| 5 \| \| Ruben Bemelmans \| 79 \| 4 \| 2 \| |                    |                                  |    |    |         |                    |
| 1 | Bandera de Hungría | Attila Balázs                    | 7  | 64 | 4       |                    |
| 1 | Bandera de Bélgica | Ruben Bemelmans                  | 5  | 77 | 6       |                    |
| 2 | Bandera de Hungría | Márton Fucsovics                 | 6  | 5  | 6       |                    |
| 2 | Bandera de Bélgica | Kimmer Coppejans                 | 2  | 7  | 4       |                    |
| 3 | Bandera de Hungría | Attila Balázs / Márton Fucsovics | 6  | 1  | 4       |                    |
| 3 | Bandera de Bélgica | Sander Gillé / Joran Vliegen     | 3  | 6  | 6       |                    |
| 4 | Bandera de Hungría | Attila Balázs                    | 6  | 6  |         |                    |
| 4 | Bandera de Bélgica | Kimmer Coppejans                 | 3  | 0  |         |                    |
| 5 | Bandera de Hungría | Márton Fucsovics                 | 67 | 6  | 6       |                    |
| 5 | Bandera de Bélgica | Ruben Bemelmans                  | 79 | 4  | 2       |                    |

| | Bandera de Colombia  | Colombia                            | 3      | 1  | Argentina | Bandera de Argentina |
| --- | -------------------- | ----------------------------------- | ------ | -- | --------- | -------------------- |
| Palacio de los Deportes, Bogotá, Colombia 6 y 7 de marzo de 2020 (Tierra batida, bajo techo) |                      |                                     |        |    |           |                      |
| \| 1 \| \| Daniel Elahi Galán \| 6 \| 6 \| \| \| 1 \| \| Leonardo Mayer \| 1 \| 4 \| \| \| 2 \| \| Santiago Giraldo \| 78 \| 3 \| 2 \| \| 2 \| \| Juan Ignacio Lóndero \| 66 \| 6 \| 6 \| \| 3 \| \| Juan Sebastián Cabal / Robert Farah \| 6 \| 63 \| 7 \| \| 3 \| \| Máximo González / Horacio Zeballos \| 3 \| 77 \| 5 \| \| 4 \| \| Daniel Elahi Galán \| 6 \| 6 \| \| \| 4 \| \| Juan Ignacio Lóndero \| 3 \| 4 \| \| \| 5 \| \| Santiago Giraldo \| No \| \| \| \| 5 \| \| Leonardo Mayer \| jugado \| \| \| |                      |                                     |        |    |           |                      |
| 1 | Bandera de Colombia  | Daniel Elahi Galán                  | 6      | 6  |           |                      |
| 1 | Bandera de Argentina | Leonardo Mayer                      | 1      | 4  |           |                      |
| 2 | Bandera de Colombia  | Santiago Giraldo                    | 78     | 3  | 2         |                      |
| 2 | Bandera de Argentina | Juan Ignacio Lóndero                | 66     | 6  | 6         |                      |
| 3 | Bandera de Colombia  | Juan Sebastián Cabal / Robert Farah | 6      | 63 | 7         |                      |
| 3 | Bandera de Argentina | Máximo González / Horacio Zeballos  | 3      | 77 | 5         |                      |
| 4 | Bandera de Colombia  | Daniel Elahi Galán                  | 6      | 6  |           |                      |
| 4 | Bandera de Argentina | Juan Ignacio Lóndero                | 3      | 4  |           |                      |
| 5 | Bandera de Colombia  | Santiago Giraldo                    | No     |    |           |                      |
| 5 | Bandera de Argentina | Leonardo Mayer                      | jugado |    |           |                      |

| | Bandera de Estados Unidos | Estados Unidos                 | 4      | 0 | Uzbekistán | Bandera de Uzbekistán |
| --- | ------------------------- | ------------------------------ | ------ | - | ---------- | --------------------- |
| Neal S. Blaisdell Center, Honolulu, Estados Unidos 6 y 7 de marzo de 2020 (Dura, bajo techo) |                           |                                |        |   |            |                       |
| \| 1 \| \| Reilly Opelka \| 6 \| 7 \| \| \| 1 \| \| Denis Istomin \| 2 \| 5 \| \| \| 2 \| \| Taylor Fritz \| 6 \| 6 \| \| \| 2 \| \| Sanjar Fayziev \| 1 \| 2 \| \| \| 3 \| \| Bob Bryan / Mike Bryan \| 6 \| 6 \| \| \| 3 \| \| Sanjar Fayziev / Denis Istomin \| 3 \| 4 \| \| \| 4 \| \| Tommy Paul \| 6 \| 6 \| \| \| 4 \| \| Denis Istomin \| 3 \| 0 \| \| \| 5 \| \| Reilly Opelka \| No \| \| \| \| 5 \| \| Sanjar Fayziev \| jugado \| \| \| |                           |                                |        |   |            |                       |
| 1 | Bandera de Estados Unidos | Reilly Opelka                  | 6      | 7 |            |                       |
| 1 | Bandera de Uzbekistán     | Denis Istomin                  | 2      | 5 |            |                       |
| 2 | Bandera de Estados Unidos | Taylor Fritz                   | 6      | 6 |            |                       |
| 2 | Bandera de Uzbekistán     | Sanjar Fayziev                 | 1      | 2 |            |                       |
| 3 | Bandera de Estados Unidos | Bob Bryan / Mike Bryan         | 6      | 6 |            |                       |
| 3 | Bandera de Uzbekistán     | Sanjar Fayziev / Denis Istomin | 3      | 4 |            |                       |
| 4 | Bandera de Estados Unidos | Tommy Paul                     | 6      | 6 |            |                       |
| 4 | Bandera de Uzbekistán     | Denis Istomin                  | 3      | 0 |            |                       |
| 5 | Bandera de Estados Unidos | Reilly Opelka                  | No     |   |            |                       |
| 5 | Bandera de Uzbekistán     | Sanjar Fayziev                 | jugado |   |            |                       |

| | Bandera de Australia | Australia                                 | 3      | 1  | Brasil | Bandera de Brasil |
| --- | -------------------- | ----------------------------------------- | ------ | -- | ------ | ----------------- |
| Memorial Drive Tennis Club, Adelaida, Australia 6 y 7 de marzo de 2020 (Dura) |                      |                                           |        |    |        |                   |
| \| 1 \| \| Jordan Thompson \| 6 \| 6 \| \| \| 1 \| \| Thiago Monteiro \| 4 \| 4 \| \| \| 2 \| \| John Millman \| 4 \| 7 \| 6 \| \| 2 \| \| Thiago Seyboth Wild \| 6 \| 60 \| 2 \| \| 3 \| \| James Duckworth / John Peers \| 7 \| 5 \| 6 \| \| 3 \| \| Marcelo Demoliner / Felipe Meligeni Alves \| 5 \| 7 \| 78 \| \| 4 \| \| John Millman \| 6 \| 7 \| 7 \| \| 4 \| \| Thiago Monteiro \| 78 \| 63 \| 63 \| \| 5 \| \| Jordan Thompson \| No \| \| \| \| 5 \| \| Thiago Seyboth Wild \| jugado \| \| \| |                      |                                           |        |    |        |                   |
| 1 | Bandera de Australia | Jordan Thompson                           | 6      | 6  |        |                   |
| 1 | Bandera de Brasil    | Thiago Monteiro                           | 4      | 4  |        |                   |
| 2 | Bandera de Australia | John Millman                              | 4      | 7  | 6      |                   |
| 2 | Bandera de Brasil    | Thiago Seyboth Wild                       | 6      | 60 | 2      |                   |
| 3 | Bandera de Australia | James Duckworth / John Peers              | 7      | 5  | 6      |                   |
| 3 | Bandera de Brasil    | Marcelo Demoliner / Felipe Meligeni Alves | 5      | 7  | 78     |                   |
| 4 | Bandera de Australia | John Millman                              | 6      | 7  | 7      |                   |
| 4 | Bandera de Brasil    | Thiago Monteiro                           | 78     | 63 | 63     |                   |
| 5 | Bandera de Australia | Jordan Thompson                           | No     |    |        |                   |
| 5 | Bandera de Brasil    | Thiago Seyboth Wild                       | jugado |    |        |                   |

| | Bandera de Italia        | Italia                         | 4      | 0 | Corea del Sur | Bandera de Corea del Sur |
| --- | ------------------------ | ------------------------------ | ------ | - | ------------- | ------------------------ |
| Circolo Tennis Cagliari, Cagliari, Italia 6 y 7 de marzo de 2020 (Tierra batida) |                          |                                |        |   |               |                          |
| \| 1 \| \| Fabio Fognini \| 6 \| 6 \| \| \| 1 \| \| Lee Duck-hee \| 0 \| 3 \| \| \| 2 \| \| Gianluca Mager \| 6 \| 7 \| \| \| 2 \| \| Ji Sung Nam \| 3 \| 5 \| \| \| 3 \| \| Simone Bolelli / Fabio Fognini \| 6 \| 6 \| \| \| 3 \| \| Ji Sung Nam / Min-kyu Song \| 3 \| 1 \| \| \| 4 \| \| Stefano Travaglia \| 6 \| 6 \| \| \| 4 \| \| Yunseong Chung \| 0 \| 1 \| \| \| 5 \| \| Gianluca Mager \| No \| \| \| \| 5 \| \| Lee Duck-hee \| jugado \| \| \| |                          |                                |        |   |               |                          |
| 1 | Bandera de Italia        | Fabio Fognini                  | 6      | 6 |               |                          |
| 1 | Bandera de Corea del Sur | Lee Duck-hee                   | 0      | 3 |               |                          |
| 2 | Bandera de Italia        | Gianluca Mager                 | 6      | 7 |               |                          |
| 2 | Bandera de Corea del Sur | Ji Sung Nam                    | 3      | 5 |               |                          |
| 3 | Bandera de Italia        | Simone Bolelli / Fabio Fognini | 6      | 6 |               |                          |
| 3 | Bandera de Corea del Sur | Ji Sung Nam / Min-kyu Song     | 3      | 1 |               |                          |
| 4 | Bandera de Italia        | Stefano Travaglia              | 6      | 6 |               |                          |
| 4 | Bandera de Corea del Sur | Yunseong Chung                 | 0      | 1 |               |                          |
| 5 | Bandera de Italia        | Gianluca Mager                 | No     |   |               |                          |
| 5 | Bandera de Corea del Sur | Lee Duck-hee                   | jugado |   |               |                          |

| | Bandera de Alemania    | Alemania                           | 4 | 1  | Bielorrusia | Bandera de Bielorrusia |
| --- | ---------------------- | ---------------------------------- | - | -- | ----------- | ---------------------- |
| Castello Düsseldorf, Düsseldorf, Alemania 6 y 7 de marzo de 2020 (Dura, bajo techo) |                        |                                    |   |    |             |                        |
| \| 1 \| \| Jan-Lennard Struff \| 6 \| 6 \| \| \| 1 \| \| Ilya Ivashka \| 4 \| 4 \| \| \| 2 \| \| Philipp Kohlschreiber \| 6 \| 5 \| 63 \| \| 2 \| \| Egor Gerasimov \| 4 \| 7 \| 7 \| \| 3 \| \| Kevin Krawietz / Andreas Mies \| 6 \| 7 \| \| \| 3 \| \| Egor Gerasimov / Andrei Vasilevski \| 4 \| 65 \| \| \| 4 \| \| Jan-Lennard Struff \| 6 \| 6 \| \| \| 4 \| \| Egor Gerasimov \| 3 \| 2 \| \| \| 5 \| \| Dominik Koepfer \| 6 \| 6 \| \| \| 5 \| \| Daniil Ostapenkov \| 0 \| 2 \| \| |                        |                                    |   |    |             |                        |
| 1 | Bandera de Alemania    | Jan-Lennard Struff                 | 6 | 6  |             |                        |
| 1 | Bandera de Bielorrusia | Ilya Ivashka                       | 4 | 4  |             |                        |
| 2 | Bandera de Alemania    | Philipp Kohlschreiber              | 6 | 5  | 63          |                        |
| 2 | Bandera de Bielorrusia | Egor Gerasimov                     | 4 | 7  | 7           |                        |
| 3 | Bandera de Alemania    | Kevin Krawietz / Andreas Mies      | 6 | 7  |             |                        |
| 3 | Bandera de Bielorrusia | Egor Gerasimov / Andrei Vasilevski | 4 | 65 |             |                        |
| 4 | Bandera de Alemania    | Jan-Lennard Struff                 | 6 | 6  |             |                        |
| 4 | Bandera de Bielorrusia | Egor Gerasimov                     | 3 | 2  |             |                        |
| 5 | Bandera de Alemania    | Dominik Koepfer                    | 6 | 6  |             |                        |
| 5 | Bandera de Bielorrusia | Daniil Ostapenkov                  | 0 | 2  |             |                        |

| | Bandera de Kazajistán       | Kazajistán                            | 3      | 1  | Países Bajos | Bandera de los Países Bajos |
| --- | --------------------------- | ------------------------------------- | ------ | -- | ------------ | --------------------------- |
| Daulet National Tennis Centre, Astaná, Kazajistán 6 y 7 de marzo de 2020 (Dura, bajo techo) |                             |                                       |        |    |              |                             |
| \| 1 \| \| Mikhail Kukushkin \| 4 \| 77 \| 3 \| \| 1 \| \| Robin Haase \| 6 \| 62 \| 6 \| \| 2 \| \| Aleksandr Búblik \| 7 \| 77 \| \| \| 2 \| \| Tallon Griekspoor \| 64 \| 64 \| \| \| 3 \| \| Andrey Golubev / Aleksandr Nedoviesov \| 6 \| 6 \| \| \| 3 \| \| Wesley Koolhof / Jean-Julien Rojer \| 3 \| 3 \| \| \| 4 \| \| Aleksandr Búblik \| 7 \| 6 \| \| \| 4 \| \| Robin Haase \| 64 \| 1 \| \| \| 5 \| \| Mikhail Kukushkin \| No \| \| \| \| 5 \| \| Tallon Griekspoor \| jugado \| \| \| |                             |                                       |        |    |              |                             |
| 1 | Bandera de Kazajistán       | Mikhail Kukushkin                     | 4      | 77 | 3            |                             |
| 1 | Bandera de los Países Bajos | Robin Haase                           | 6      | 62 | 6            |                             |
| 2 | Bandera de Kazajistán       | Aleksandr Búblik                      | 7      | 77 |              |                             |
| 2 | Bandera de los Países Bajos | Tallon Griekspoor                     | 64     | 64 |              |                             |
| 3 | Bandera de Kazajistán       | Andrey Golubev / Aleksandr Nedoviesov | 6      | 6  |              |                             |
| 3 | Bandera de los Países Bajos | Wesley Koolhof / Jean-Julien Rojer    | 3      | 3  |              |                             |
| 4 | Bandera de Kazajistán       | Aleksandr Búblik                      | 7      | 6  |              |                             |
| 4 | Bandera de los Países Bajos | Robin Haase                           | 64     | 1  |              |                             |
| 5 | Bandera de Kazajistán       | Mikhail Kukushkin                     | No     |    |              |                             |
| 5 | Bandera de los Países Bajos | Tallon Griekspoor                     | jugado |    |              |                             |

| | Bandera de Eslovaquia      | Eslovaquia                    | 1      | 3 | República Checa | Bandera de República Checa |
| --- | -------------------------- | ----------------------------- | ------ | - | --------------- | -------------------------- |
| AXA Aréna NTC, Bratislava, Eslovaquia 6 y 7 de marzo de 2020 (Tierra batida, bajo techo) |                            |                               |        |   |                 |                            |
| \| 1 \| \| Jozef Kovalík \| 3 \| 5 \| \| \| 1 \| \| Jiří Veselý \| 6 \| 7 \| \| \| 2 \| \| Andrej Martin \| 4 \| 4 \| \| \| 2 \| \| Lukáš Rosol \| 6 \| 6 \| \| \| 3 \| \| Filip Polášek / Igor Zelenay \| 6 \| 6 \| \| \| 3 \| \| Jonáš Forejtek / Zdeněk Kolář \| 4 \| 4 \| \| \| 4 \| \| Andrej Martin \| 6 \| 5 \| 5 \| \| 4 \| \| Jiří Veselý \| 4 \| 7 \| 7 \| \| 5 \| \| Jozef Kovalík \| No \| \| \| \| 5 \| \| Lukáš Rosol \| jugado \| \| \| |                            |                               |        |   |                 |                            |
| 1 | Bandera de Eslovaquia      | Jozef Kovalík                 | 3      | 5 |                 |                            |
| 1 | Bandera de República Checa | Jiří Veselý                   | 6      | 7 |                 |                            |
| 2 | Bandera de Eslovaquia      | Andrej Martin                 | 4      | 4 |                 |                            |
| 2 | Bandera de República Checa | Lukáš Rosol                   | 6      | 6 |                 |                            |
| 3 | Bandera de Eslovaquia      | Filip Polášek / Igor Zelenay  | 6      | 6 |                 |                            |
| 3 | Bandera de República Checa | Jonáš Forejtek / Zdeněk Kolář | 4      | 4 |                 |                            |
| 4 | Bandera de Eslovaquia      | Andrej Martin                 | 6      | 5 | 5               |                            |
| 4 | Bandera de República Checa | Jiří Veselý                   | 4      | 7 | 7               |                            |
| 5 | Bandera de Eslovaquia      | Jozef Kovalík                 | No     |   |                 |                            |
| 5 | Bandera de República Checa | Lukáš Rosol                   | jugado |   |                 |                            |

| | Bandera de Austria | Austria                       | 3      | 1 | Uruguay | Bandera de Uruguay |
| --- | ------------------ | ----------------------------- | ------ | - | ------- | ------------------ |
| Steiermarkhalle Schwarzlsee, Premstätten, Austria 6 y 7 de marzo de 2020 (Dura, bajo techo) |                    |                               |        |   |         |                    |
| \| 1 \| \| Dennis Novak \| 6 \| 6 \| \| \| 1 \| \| Martín Cuevas \| 2 \| 4 \| \| \| 2 \| \| Jurij Rodionov \| 79 \| 3 \| 65 \| \| 2 \| \| Pablo Cuevas \| 67 \| 6 \| 7 \| \| 3 \| \| Oliver Marach / Jürgen Melzer \| 4 \| 6 \| 7 \| \| 3 \| \| Ariel Behar / Pablo Cuevas \| 6 \| 3 \| 5 \| \| 4 \| \| Dennis Novak \| 2 \| 6 \| 6 \| \| 4 \| \| Pablo Cuevas \| 6 \| 3 \| 4 \| \| 5 \| \| Jurij Rodionov \| No \| \| \| \| 5 \| \| Martín Cuevas \| jugado \| \| \| |                    |                               |        |   |         |                    |
| 1 | Bandera de Austria | Dennis Novak                  | 6      | 6 |         |                    |
| 1 | Bandera de Uruguay | Martín Cuevas                 | 2      | 4 |         |                    |
| 2 | Bandera de Austria | Jurij Rodionov                | 79     | 3 | 65      |                    |
| 2 | Bandera de Uruguay | Pablo Cuevas                  | 67     | 6 | 7       |                    |
| 3 | Bandera de Austria | Oliver Marach / Jürgen Melzer | 4      | 6 | 7       |                    |
| 3 | Bandera de Uruguay | Ariel Behar / Pablo Cuevas    | 6      | 3 | 5       |                    |
| 4 | Bandera de Austria | Dennis Novak                  | 2      | 6 | 6       |                    |
| 4 | Bandera de Uruguay | Pablo Cuevas                  | 6      | 3 | 4       |                    |
| 5 | Bandera de Austria | Jurij Rodionov                | No     |   |         |                    |
| 5 | Bandera de Uruguay | Martín Cuevas                 | jugado |   |         |                    |

| | Bandera de Japón   | Japón                             | 0      | 3  | Ecuador | Bandera de Ecuador |
| --- | ------------------ | --------------------------------- | ------ | -- | ------- | ------------------ |
| Bourbon Beans Dome, Miki, Japón 6 y 7 de marzo de 2020 (Dura, bajo techo) |                    |                                   |        |    |         |                    |
| \| 1 \| \| Go Soeda \| 5 \| 63 \| \| \| 1 \| \| Emilio Gómez \| 7 \| 7 \| \| \| 2 \| \| Yasutaka Uchiyama \| 64 \| 6 \| 68 \| \| 2 \| \| Roberto Quiroz \| 77 \| 2 \| 710 \| \| 3 \| \| Ben McLachlan / Yasutaka Uchiyama \| 63 \| 3 \| \| \| 3 \| \| Gonzalo Escobar / Diego Hidalgo \| 7 \| 6 \| \| \| 4 \| \| Yasutaka Uchiyama \| No \| \| \| \| 4 \| \| Emilio Gómez \| jugado \| \| \| \| 5 \| \| Go Soeda \| No \| \| \| \| 5 \| \| Roberto Quiroz \| jugado \| \| \| |                    |                                   |        |    |         |                    |
| 1 | Bandera de Japón   | Go Soeda                          | 5      | 63 |         |                    |
| 1 | Bandera de Ecuador | Emilio Gómez                      | 7      | 7  |         |                    |
| 2 | Bandera de Japón   | Yasutaka Uchiyama                 | 64     | 6  | 68      |                    |
| 2 | Bandera de Ecuador | Roberto Quiroz                    | 77     | 2  | 710     |                    |
| 3 | Bandera de Japón   | Ben McLachlan / Yasutaka Uchiyama | 63     | 3  |         |                    |
| 3 | Bandera de Ecuador | Gonzalo Escobar / Diego Hidalgo   | 7      | 6  |         |                    |
| 4 | Bandera de Japón   | Yasutaka Uchiyama                 | No     |    |         |                    |
| 4 | Bandera de Ecuador | Emilio Gómez                      | jugado |    |         |                    |
| 5 | Bandera de Japón   | Go Soeda                          | No     |    |         |                    |
| 5 | Bandera de Ecuador | Roberto Quiroz                    | jugado |    |         |                    |

| | Bandera de Suecia | Suecia                             | 3      | 1 | Chile | Bandera de Chile |
| --- | ----------------- | ---------------------------------- | ------ | - | ----- | ---------------- |
| Kungliga tennishallen, Estocolmo, Suecia 6 y 7 de marzo de 2020 (Dura, bajo techo) |                   |                                    |        |   |       |                  |
| \| 1 \| \| Mikael Ymer \| 6 \| 6 \| \| \| 1 \| \| Tomás Barrios \| 2 \| 3 \| \| \| 2 \| \| Elias Ymer \| 4 \| 3 \| \| \| 2 \| \| Alejandro Tabilo \| 6 \| 6 \| \| \| 3 \| \| Markus Eriksson / Robert Lindstedt \| 6 \| 6 \| \| \| 3 \| \| Tomás Barrios / Alejandro Tabilo \| 4 \| 4 \| \| \| 4 \| \| Mikael Ymer \| 3 \| 7 \| 6 \| \| 4 \| \| Alejandro Tabilo \| 6 \| 5 \| 3 \| \| 5 \| \| Elias Ymer \| No \| \| \| \| 5 \| \| Tomás Barrios \| jugado \| \| \| |                   |                                    |        |   |       |                  |
| 1 | Bandera de Suecia | Mikael Ymer                        | 6      | 6 |       |                  |
| 1 | Bandera de Chile  | Tomás Barrios                      | 2      | 3 |       |                  |
| 2 | Bandera de Suecia | Elias Ymer                         | 4      | 3 |       |                  |
| 2 | Bandera de Chile  | Alejandro Tabilo                   | 6      | 6 |       |                  |
| 3 | Bandera de Suecia | Markus Eriksson / Robert Lindstedt | 6      | 6 |       |                  |
| 3 | Bandera de Chile  | Tomás Barrios / Alejandro Tabilo   | 4      | 4 |       |                  |
| 4 | Bandera de Suecia | Mikael Ymer                        | 3      | 7 | 6     |                  |
| 4 | Bandera de Chile  | Alejandro Tabilo                   | 6      | 5 | 3     |                  |
| 5 | Bandera de Suecia | Elias Ymer                         | No     |   |       |                  |
| 5 | Bandera de Chile  | Tomás Barrios                      | jugado |   |       |                  |

## Grupos mundiales

### Grupo Mundial I
La clasificación para el nuevo Grupo Mundial I, fue la siguiente:
- 12 equipos perdedores de la ronda de clasificación para las Finales jugada entre el 6 y 7 de marzo de 2020.
- 12 ganadores de los Play-offs del Grupo Mundial I jugados entre el 6 y 7 de marzo de 2020.

#### Equipos participantes
| Equipos participantes | Equipos participantes | Equipos participantes | Equipos participantes | Equipos participantes  | Equipos participantes |
| · Argentina           | · Bélgica             | · Bielorrusia         | · Bolivia             | · Bosnia y Herzegovina | · Brasil              |
| · Chile               | · Corea del Sur       | · Eslovaquia          | · Finlandia           | · India                | · Israel              |
| · Japón               | · Líbano              | · Noruega             | · Nueva Zelanda       | · Países Bajos         | · Pakistán            |
| · Perú                | · Portugal            | · Rumania             | · Uruguay             | · Ucrania              | · Uzbekistán          |
| --------------------- | --------------------- | --------------------- | --------------------- | ---------------------- | --------------------- |

#### Series
| 1 | Bandera de Bolivia | Hugo Dellien                    | 6 | 6 |   |  |  |
| 1 | Bandera de Bélgica | Ruben Bemelmans                 | 3 | 4 |   |  |  |
| 2 | Bandera de Bolivia | Murkel Dellien                  | 6 | 4 | 6 |  |  |
| 2 | Bandera de Bélgica | Zizou Bergs                     | 4 | 6 | 2 |  |  |
| 3 | Bandera de Bolivia | Boris Arias / Federico Zeballos | 3 | 4 |   |  |  |
| 3 | Bandera de Bélgica | Sander Gillé / Joran Vliegen    | 6 | 6 |   |  |  |

| 4 | Bandera de Bolivia | Hugo Dellien   | 4 | 6 | 2 |  |  |
| 4 | Bandera de Bélgica | Michael Geerts | 6 | 4 | 6 |  |  |

| 5 | Bandera de Bolivia | Murkel Dellien  | 62 | 2 |  |  |  |
| 5 | Bandera de Bélgica | Ruben Bemelmans | 7  | 6 |  |  |  |

| 1 | Bandera de Argentina   | Diego Schwartzman                   | 4 | 3 |   |  |  |
| 1 | Bandera de Bielorrusia | Daniil Ostapenkov                   | 6 | 6 |   |  |  |
| 2 | Bandera de Argentina   | Guido Pella                         | 6 | 6 |   |  |  |
| 2 | Bandera de Bielorrusia | Erik Arutiunian                     | 1 | 2 |   |  |  |
| 3 | Bandera de Argentina   | Máximo González / Horacio Zeballos  | 5 | 6 | 6 |  |  |
| 3 | Bandera de Bielorrusia | Erik Arutiunian / Daniil Ostapenkov | 7 | 2 | 2 |  |  |

| 4 | Bandera de Argentina   | Diego Schwartzman   | 6 | 6 |  |  |  |
| 4 | Bandera de Bielorrusia | Alexander Zgirovsky | 1 | 2 |  |  |  |

| 5 | Bandera de Argentina   | Federico Coria    | 6 | 6 |  |  |  |
| 5 | Bandera de Bielorrusia | Daniil Ostapenkov | 3 | 1 |  |  |  |

| 1 | Bandera de Pakistán | Aqeel Khan                          | 3 | 2  |   |  |  |
| 1 | Bandera de Japón    | Yosuke Watanuki                     | 6 | 6  |   |  |  |
| 2 | Bandera de Pakistán | Aisam-ul-Haq Qureshi                | 4 | 64 |   |  |  |
| 2 | Bandera de Japón    | Kaichi Uchida                       | 6 | 7  |   |  |  |
| 3 | Bandera de Pakistán | Aqeel Khan / Aisam-ul-Haq Qureshi   | 6 | 4  | 2 |  |  |
| 3 | Bandera de Japón    | Shintaro Mochizuki / ho Shimabukuro | 4 | 6  | 6 |  |  |

| 4 | Bandera de Pakistán | Muzammil Murtaza | 1 | 1 |  |  |  |
| 4 | Bandera de Japón    | Yuta Shimizu     | 6 | 6 |  |  |  |

| 5 | Bandera de Pakistán | Aqeel Khan    | No        |  |  |  |  |
| 5 | Bandera de Japón    | Kaichi Uchida | Disputado |  |  |  |  |

| 1 | Bandera de Uruguay          | Francisco Llanes                  | 0 | 3  |  |  |  |
| 1 | Bandera de los Países Bajos | Botic van de Zandschulp           | 6 | 6  |  |  |  |
| 2 | Bandera de Uruguay          | Martín Cuevas                     | 4 | 66 |  |  |  |
| 2 | Bandera de los Países Bajos | Tallon Griekspoor                 | 6 | 78 |  |  |  |
| 3 | Bandera de Uruguay          | Ignacio Carou / Martín Cuevas     | 2 | 1  |  |  |  |
| 3 | Bandera de los Países Bajos | Wesley Koolhof / Matwé Middelkoop | 6 | 6  |  |  |  |

| 4 | Bandera de Uruguay          | Ignacio Carou | 3 | 2 |  |  |  |
| 4 | Bandera de los Países Bajos | Robin Haase   | 6 | 6 |  |  |  |

| 5 | Bandera de Uruguay          | Francisco Llanes  |  |  |  |  |  |
| 5 | Bandera de los Países Bajos | Tallon Griekspoor |  |  |  |  |  |

| 1 | Bandera de Eslovaquia | Alex Molčan                      | 2 | 4  |   |  |  |
| 1 | Bandera de Chile      | Christian Garín                  | 6 | 6  |   |  |  |
| 2 | Bandera de Eslovaquia | Norbert Gomboš                   | 6 | 65 | 6 |  |  |
| 2 | Bandera de Chile      | Nicolás Jarry                    | 3 | 7  | 3 |  |  |
| 3 | Bandera de Eslovaquia | Filip Polášek / Igor Zelenay     | 6 | 77 |   |  |  |
| 3 | Bandera de Chile      | Tomás Barrios / Alejandro Tabilo | 1 | 64 |   |  |  |

| 4 | Bandera de Eslovaquia | Norbert Gomboš  | 6 | 6 |  |  |  |
| 4 | Bandera de Chile      | Christian Garín | 0 | 1 |  |  |  |

| 5 | Bandera de Eslovaquia | Alex Molčan   | No        |  |  |  |  |
| 5 | Bandera de Chile      | Nicolás Jarry | Disputado |  |  |  |  |

| 1 | Bandera de Finlandia | Otto Virtanen                       | 6  | 7  |  |  |  |
| 1 | Bandera de la India  | Prajnesh Gunneswaran                | 3  | 61 |  |  |  |
| 2 | Bandera de Finlandia | Emil Ruusuvuori                     | 6  | 7  |  |  |  |
| 2 | Bandera de la India  | Ramkumar Ramanathan                 | 4  | 5  |  |  |  |
| 3 | Bandera de Finlandia | Harri Heliövaara / Henri Kontinen   | 7  | 7  |  |  |  |
| 3 | Bandera de la India  | Rohan Bopanna / Ramkumar Ramanathan | 62 | 62 |  |  |  |

| 4 | Bandera de Finlandia | Patrik Niklas-Salminen | 3 | 5 |  |  |  |
| 4 | Bandera de la India  | Prajnesh Gunneswaran   | 6 | 7 |  |  |  |

| 5 | Bandera de Finlandia | Otto Virtanen       | No        |  |  |  |  |
| 5 | Bandera de la India  | Ramkumar Ramanathan | Disputado |  |  |  |  |

| 1 | Bandera de Noruega    | Casper Ruud                    | 6  | 6 |  |  |  |
| 1 | Bandera de Uzbekistán | Khumoyun Sultanov              | 3  | 3 |  |  |  |
| 2 | Bandera de Noruega    | Viktor Đurasović               | 6  | 6 |  |  |  |
| 2 | Bandera de Uzbekistán | Denis Istomin                  | 4  | 4 |  |  |  |
| 3 | Bandera de Noruega    | Viktor Đurasović / Casper Ruud | 61 | 3 |  |  |  |
| 3 | Bandera de Uzbekistán | Sanjar Fayziev / Denis Istomin | 7  | 6 |  |  |  |

| 4 | Bandera de Noruega    | Casper Ruud    | 6 | 6 |  |  |  |
| 4 | Bandera de Uzbekistán | Sanjar Fayziev | 3 | 1 |  |  |  |

| 5 | Bandera de Noruega    | Viktor Đurasović  | No        |  |  |  |  |
| 5 | Bandera de Uzbekistán | Khumoyun Sultanov | Disputado |  |  |  |  |

| 1 | Bandera de Líbano | Benjamin Hassan                  | 4 | 4 |    |  |  |
| 1 | Bandera de Brasil | Orlando Luz                      | 6 | 6 |    |  |  |
| 2 | Bandera de Líbano | Hady Habib                       | 1 | 3 |    |  |  |
| 2 | Bandera de Brasil | Felipe Meligeni Alves            | 6 | 6 |    |  |  |
| 3 | Bandera de Líbano | Hady Habib / Benjamin Hassan     | 2 | 6 | 65 |  |  |
| 3 | Bandera de Brasil | Marcelo Demoliner / Rafael Matos | 6 | 3 | 77 |  |  |

| 4 | Bandera de Líbano | Roey Tabet                   | 0 | 1 |  |  |  |
| 4 | Bandera de Brasil | Matheus Pucinelli de Almeida | 6 | 6 |  |  |  |

| 5 | Bandera de Líbano | Hady Habib  | No        |  |  |  |  |
| 5 | Bandera de Brasil | Orlando Luz | Disputado |  |  |  |  |

| 1 | Bandera de Nueva Zelanda | Rubin Statham                  | 2  | 2 |   |  |  |
| 1 | Bandera de Corea del Sur | Nam Ji-sung                    | 6  | 6 |   |  |  |
| 2 | Bandera de Nueva Zelanda | Finn Reynolds                  | 61 | 3 |   |  |  |
| 2 | Bandera de Corea del Sur | Kwon Soon-woo                  | 7  | 6 |   |  |  |
| 3 | Bandera de Nueva Zelanda | Marcus Daniell / Michael Venus | 4  | 6 | 6 |  |  |
| 3 | Bandera de Corea del Sur | Nam Ji-sung / Kwon Soon-woo    | 6  | 2 | 4 |  |  |

| 4 | Bandera de Nueva Zelanda | Rubin Statham | 3 | 3 |  |  |  |
| 4 | Bandera de Corea del Sur | Kwon Soon-woo | 6 | 6 |  |  |  |

| 5 | Bandera de Nueva Zelanda | Finn Reynolds | No        |  |  |  |  |
| 5 | Bandera de Corea del Sur | Nam Ji-sung   | Disputado |  |  |  |  |

| 1 | Bandera de Rumania  | Filip Jianu                | 3 | 5 |  |  |  |
| 1 | Bandera de Portugal | João Sousa                 | 6 | 7 |  |  |  |
| 2 | Bandera de Rumania  | Marius Copil               | 6 | 6 |  |  |  |
| 2 | Bandera de Portugal | Gastão Elias               | 4 | 3 |  |  |  |
| 3 | Bandera de Rumania  | Marius Copil / Horia Tecău | 6 | 6 |  |  |  |
| 3 | Bandera de Portugal | Nuno Borges / João Sousa   | 4 | 3 |  |  |  |

| 4 | Bandera de Rumania  | Marius Copil | 6 | 2 | 6 |  |  |
| 4 | Bandera de Portugal | João Sousa   | 3 | 6 | 4 |  |  |

| 5 | Bandera de Rumania  | Filip Jianu  | No        |  |  |  |  |
| 5 | Bandera de Portugal | Gastão Elias | Disputado |  |  |  |  |

| 1 | Bandera de Perú                 | Nicolás Álvarez              | 2 | 7  | 3 |  |  |
| 1 | Bandera de Bosnia y Herzegovina | Damir Džumhur                | 6 | 64 | 6 |  |  |
| 2 | Bandera de Perú                 | Juan Pablo Varillas          | 7 | 79 |   |  |  |
| 2 | Bandera de Bosnia y Herzegovina | Mirza Bašić                  | 5 | 67 |   |  |  |
| 3 | Bandera de Perú                 | Sergio Galdós / Jorge Panta  | 5 | 2  |   |  |  |
| 3 | Bandera de Bosnia y Herzegovina | Mirza Bašić / Tomislav Brkić | 7 | 6  |   |  |  |

| 4 | Bandera de Perú                 | Juan Pablo Varillas | 6 | 6 |  |  |  |
| 4 | Bandera de Bosnia y Herzegovina | Damir Džumhur       | 1 | 3 |  |  |  |

| 5 | Bandera de Perú                 | Nicolás Álvarez | 7  | 6 |  |  |  |
| 5 | Bandera de Bosnia y Herzegovina | Nerman Fatic    | 64 | 4 |  |  |  |

| 1 | Bandera de Ucrania | Illya Marchenko                     | 1 | 6 | 6 |  |  |
| 1 | Bandera de Israel  | Daniel Cukierman                    | 6 | 3 | 2 |  |  |
| 2 | Bandera de Ucrania | Sergiy Stakhovsky                   | 3 | 6 | 2 |  |  |
| 2 | Bandera de Israel  | Edan Leshem                         | 6 | 3 | 6 |  |  |
| 3 | Bandera de Ucrania | Denys Molchanov / Sergiy Stakhovsky | 4 | 6 | 3 |  |  |
| 3 | Bandera de Israel  | Daniel Cukierman / Jonathan Erlich  | 6 | 4 | 6 |  |  |

| 4 | Bandera de Ucrania | Illya Marchenko | 6 | 6 |  |  |  |
| 4 | Bandera de Israel  | Edan Leshem     | 3 | 2 |  |  |  |

| 5 | Bandera de Ucrania | Sergiy Stakhovsky | 6 | 6 |  |  |  |
| 5 | Bandera de Israel  | Yshai Oliel       | 4 | 1 |  |  |  |

### Play-offs Grupo Mundial I
La clasificación para los Play-offs del nuevo Grupo Mundial I, fue la siguiente:
- 12 equipos perdedores del Grupo I de la edición anterior en las distintas Zonas regionales.
- 12 ganadores del Grupo II de la edición anterior en las distintas Zonas regionales.

#### Equipos participantes
| Zona Americana         | Zona Americana         | Zona Americana         | Zona Americana         | Zona Americana         | Zona Americana         |
| · Barbados             | · Bolivia              | · México               | · Perú                 | · República Dominicana | · Venezuela            |
| Zona Asiática/Oceánica | Zona Asiática/Oceánica | Zona Asiática/Oceánica | Zona Asiática/Oceánica | Zona Asiática/Oceánica | Zona Asiática/Oceánica |
| · China                | · China Taipéi         | · Líbano               | · Nueva Zelanda        | · Pakistán             | · Tailandia            |
| Zona Europea/Africana  | Zona Europea/Africana  | Zona Europea/Africana  | Zona Europea/Africana  | Zona Europea/Africana  | Zona Europea/Africana  |
| · Bosnia y Herzegovina | · Eslovenia            | · Finlandia            | · Israel               | · Lituania             | · Noruega              |
| · Portugal             | · Rumania              | · Sudáfrica            | · Suiza                | · Turquía              | · Ucrania              |
| ---------------------- | ---------------------- | ---------------------- | ---------------------- | ---------------------- | ---------------------- |

#### Series
| | Bandera de Ucrania      | Ucrania                             | 3  | 2 | China Taipéi | Bandera de China Taipéi |
| --- | ----------------------- | ----------------------------------- | -- | - | ------------ | ----------------------- |
| Palace of Sports "Yunist", Zaporizhzhia, Ucrania 6 y 7 de marzo de 2020 (Dura, bajo techo) |                         |                                     |    |   |              |                         |
| \| 1 \| \| Sergiy Stakhovsky \| 6 \| 1 \| 2 \| \| 1 \| \| Tseng Chun-hsin \| 3 \| 6 \| 6 \| \| 2 \| \| Ilya Marchenko \| 4 \| 4 \| \| \| 2 \| \| Wu Tung-lin \| 6 \| 6 \| \| \| 3 \| \| Denys Molchanov / Sergiy Stakhovsky \| 64 \| 6 \| 6 \| \| 3 \| \| Hsieh Cheng-peng / Tsung-Hua Yang \| 77 \| 4 \| 4 \| \| 4 \| \| Sergiy Stakhovsky \| 77 \| 4 \| 6 \| \| 4 \| \| Wu Tung-lin \| 63 \| 6 \| 3 \| \| 5 \| \| Ilya Marchenko \| 6 \| 6 \| \| \| 5 \| \| Tseng Chun-hsin \| 3 \| 2 \| \| |                         |                                     |    |   |              |                         |
| 1 | Bandera de Ucrania      | Sergiy Stakhovsky                   | 6  | 1 | 2            |                         |
| 1 | Bandera de China Taipéi | Tseng Chun-hsin                     | 3  | 6 | 6            |                         |
| 2 | Bandera de Ucrania      | Ilya Marchenko                      | 4  | 4 |              |                         |
| 2 | Bandera de China Taipéi | Wu Tung-lin                         | 6  | 6 |              |                         |
| 3 | Bandera de Ucrania      | Denys Molchanov / Sergiy Stakhovsky | 64 | 6 | 6            |                         |
| 3 | Bandera de China Taipéi | Hsieh Cheng-peng / Tsung-Hua Yang   | 77 | 4 | 4            |                         |
| 4 | Bandera de Ucrania      | Sergiy Stakhovsky                   | 77 | 4 | 6            |                         |
| 4 | Bandera de China Taipéi | Wu Tung-lin                         | 63 | 6 | 3            |                         |
| 5 | Bandera de Ucrania      | Ilya Marchenko                      | 6  | 6 |              |                         |
| 5 | Bandera de China Taipéi | Tseng Chun-hsin                     | 3  | 2 |              |                         |

| | Bandera de Pakistán  | Pakistán                          | 3         | 0  | Eslovenia | Bandera de Eslovenia |
| --- | -------------------- | --------------------------------- | --------- | -- | --------- | -------------------- |
| Pakistan Sports Complex, Islamabad, Pakistán 6 y 7 de marzo de 2020 (Césped) |                      |                                   |           |    |           |                      |
| \| 1 \| \| Aisam-ul-Haq Qureshi \| 4 \| 7 \| 7 \| \| 1 \| \| Nik Razboršek \| 6 \| 5 \| 61 \| \| 2 \| \| Aqeel Khan \| 0 \| 78 \| 6 \| \| 2 \| \| Blaž Kavčič \| 6 \| 66 \| 4 \| \| 3 \| \| Aqeel Khan / Aisam-ul-Haq Qureshi \| 6 \| 79 \| \| \| 3 \| \| Blaž Kavčič / Tom Kočevar-Desman \| 3 \| 67 \| \| \| 4 \| \| Aisam-ul-Haq Qureshi \| No \| \| \| \| 4 \| \| Blaž Kavčič \| Disputado \| \| \| \| 5 \| \| Aqeel Khan \| No \| \| \| \| 5 \| \| Nik Razboršek \| Disputado \| \| \| |                      |                                   |           |    |           |                      |
| 1 | Bandera de Pakistán  | Aisam-ul-Haq Qureshi              | 4         | 7  | 7         |                      |
| 1 | Bandera de Eslovenia | Nik Razboršek                     | 6         | 5  | 61        |                      |
| 2 | Bandera de Pakistán  | Aqeel Khan                        | 0         | 78 | 6         |                      |
| 2 | Bandera de Eslovenia | Blaž Kavčič                       | 6         | 66 | 4         |                      |
| 3 | Bandera de Pakistán  | Aqeel Khan / Aisam-ul-Haq Qureshi | 6         | 79 |           |                      |
| 3 | Bandera de Eslovenia | Blaž Kavčič / Tom Kočevar-Desman  | 3         | 67 |           |                      |
| 4 | Bandera de Pakistán  | Aisam-ul-Haq Qureshi              | No        |    |           |                      |
| 4 | Bandera de Eslovenia | Blaž Kavčič                       | Disputado |    |           |                      |
| 5 | Bandera de Pakistán  | Aqeel Khan                        | No        |    |           |                      |
| 5 | Bandera de Eslovenia | Nik Razboršek                     | Disputado |    |           |                      |

| | Bandera de Bolivia                 | Bolivia                          | 3 | 1 | República Dominicana | Bandera de la República Dominicana |
| --- | ---------------------------------- | -------------------------------- | - | - | -------------------- | ---------------------------------- |
| Club de Tenis Santa Cruz, Santa Cruz de la Sierra, Bolivia 6 y 7 de marzo de 2020 (Tierra batida) |                                    |                                  |   |   |                      |                                    |
| \| 1 \| \| Hugo Dellien \| 6 \| 6 \| \| \| 1 \| \| José Hernández \| 3 \| 4 \| \| \| 2 \| \| Federico Zeballos \| 3 \| 4 \| \| \| 2 \| \| Roberto Cid Subervi \| 6 \| 6 \| \| \| 3 \| \| Hugo Dellien / Federico Zeballos \| 6 \| 6 \| \| \| 3 \| \| Roberto Cid Subervi / Nick Hardt \| 3 \| 2 \| \| \| 4 \| \| Hugo Dellien \| 7 \| 6 \| \| \| 4 \| \| Roberto Cid Subervi \| 5 \| 4 \| \| \| 5 \| \| Federico Zeballos \| \| \| \| \| 5 \| José Hernández \| \| \| \| \| |                                    |                                  |   |   |                      |                                    |
| 1 | Bandera de Bolivia                 | Hugo Dellien                     | 6 | 6 |                      |                                    |
| 1 | Bandera de la República Dominicana | José Hernández                   | 3 | 4 |                      |                                    |
| 2 | Bandera de Bolivia                 | Federico Zeballos                | 3 | 4 |                      |                                    |
| 2 | Bandera de la República Dominicana | Roberto Cid Subervi              | 6 | 6 |                      |                                    |
| 3 | Bandera de Bolivia                 | Hugo Dellien / Federico Zeballos | 6 | 6 |                      |                                    |
| 3 | Bandera de la República Dominicana | Roberto Cid Subervi / Nick Hardt | 3 | 2 |                      |                                    |
| 4 | Bandera de Bolivia                 | Hugo Dellien                     | 7 | 6 |                      |                                    |
| 4 | Bandera de la República Dominicana | Roberto Cid Subervi              | 5 | 4 |                      |                                    |
| 5 | Bandera de Bolivia                 | Federico Zeballos                |   |   |                      |                                    |
| 5 | Bandera de la República Dominicana | José Hernández                   |   |   |                      |                                    |

| | Bandera de Turquía | Turquía                            | 1         | 3  | Israel | Bandera de Israel |
| --- | ------------------ | ---------------------------------- | --------- | -- | ------ | ----------------- |
| Club Megasaray Tennis Centre, Antalya, Turquía 6 y 7 de marzo de 2020 (Tierra batida) |                    |                                    |           |    |        |                   |
| \| 1 \| \| Cem Ilkel \| 64 \| 2 \| \| \| 1 \| \| Daniel Cukierman \| 7 \| 6 \| \| \| 2 \| \| Altug Celikbilek \| 7 \| 1 \| 6 \| \| 2 \| \| Ben Patael \| 5 \| 6 \| 4 \| \| 3 \| \| Sarp Ağabigün / Yankı Erel \| 3 \| 1 \| \| \| 3 \| \| Daniel Cukierman / Jonathan Erlich \| 6 \| 6 \| \| \| 4 \| \| Cem Ilkel \| 2 \| 64 \| \| \| 4 \| \| Ben Patael \| 6 \| 7 \| \| \| 5 \| \| Altug Celikbilek \| No \| \| \| \| 5 \| \| Daniel Cukierman \| Disputado \| \| \| |                    |                                    |           |    |        |                   |
| 1 | Bandera de Turquía | Cem Ilkel                          | 64        | 2  |        |                   |
| 1 | Bandera de Israel  | Daniel Cukierman                   | 7         | 6  |        |                   |
| 2 | Bandera de Turquía | Altug Celikbilek                   | 7         | 1  | 6      |                   |
| 2 | Bandera de Israel  | Ben Patael                         | 5         | 6  | 4      |                   |
| 3 | Bandera de Turquía | Sarp Ağabigün / Yankı Erel         | 3         | 1  |        |                   |
| 3 | Bandera de Israel  | Daniel Cukierman / Jonathan Erlich | 6         | 6  |        |                   |
| 4 | Bandera de Turquía | Cem Ilkel                          | 2         | 64 |        |                   |
| 4 | Bandera de Israel  | Ben Patael                         | 6         | 7  |        |                   |
| 5 | Bandera de Turquía | Altug Celikbilek                   | No        |    |        |                   |
| 5 | Bandera de Israel  | Daniel Cukierman                   | Disputado |    |        |                   |

| | Bandera de Bosnia y Herzegovina | Bosnia y Herzegovina          | 3         | 1 | Sudáfrica | Bandera de Sudáfrica |
| --- | ------------------------------- | ----------------------------- | --------- | - | --------- | -------------------- |
| Arena Zenica, Zenica, Bosnia y Herzegovina 6 y 7 de marzo de 2020 (Dura, bajo techo) |                                 |                               |           |   |           |                      |
| \| 1 \| \| Damir Džumhur \| 77 \| 7 \| \| \| 1 \| \| Ruan Roelofse \| 63 \| 5 \| \| \| 2 \| \| Mirza Bašić \| 5 \| 2 \| \| \| 2 \| \| Lloyd Harris \| 7 \| 6 \| \| \| 3 \| \| Mirza Bašić / Tomislav Brkić \| 77 \| 6 \| \| \| 3 \| \| Raven Klaasen / Ruan Roelofse \| 64 \| 3 \| \| \| 4 \| \| Damir Džumhur \| 6 \| 2 \| \| \| 4 \| \| Lloyd Harris \| 1 \| 1 \| r \| \| 5 \| \| Mirza Bašić \| No \| \| \| \| 5 \| \| Ruan Roelofse \| Disputado \| \| \| |                                 |                               |           |   |           |                      |
| 1 | Bandera de Bosnia y Herzegovina | Damir Džumhur                 | 77        | 7 |           |                      |
| 1 | Bandera de Sudáfrica            | Ruan Roelofse                 | 63        | 5 |           |                      |
| 2 | Bandera de Bosnia y Herzegovina | Mirza Bašić                   | 5         | 2 |           |                      |
| 2 | Bandera de Sudáfrica            | Lloyd Harris                  | 7         | 6 |           |                      |
| 3 | Bandera de Bosnia y Herzegovina | Mirza Bašić / Tomislav Brkić  | 77        | 6 |           |                      |
| 3 | Bandera de Sudáfrica            | Raven Klaasen / Ruan Roelofse | 64        | 3 |           |                      |
| 4 | Bandera de Bosnia y Herzegovina | Damir Džumhur                 | 6         | 2 |           |                      |
| 4 | Bandera de Sudáfrica            | Lloyd Harris                  | 1         | 1 | r         |                      |
| 5 | Bandera de Bosnia y Herzegovina | Mirza Bašić                   | No        |   |           |                      |
| 5 | Bandera de Sudáfrica            | Ruan Roelofse                 | Disputado |   |           |                      |

| | Bandera de México    | México                                        | 2 | 3  | Finlandia | Bandera de Finlandia |
| --- | -------------------- | --------------------------------------------- | - | -- | --------- | -------------------- |
| Club Deportivo La Asunción, Metepec, México 6 y 7 de marzo de 2020 (Tierra batida) |                      |                                               |   |    |           |                      |
| \| 1 \| \| Manuel Sánchez \| 4 \| 4 \| \| \| 1 \| \| Patrik Niklas-Salminen \| 6 \| 6 \| \| \| 2 \| \| Gerardo López Villaseñor \| 6 \| 65 \| 7 \| \| 2 \| \| Otto Virtanen \| 3 \| 77 \| 5 \| \| 3 \| \| Santiago González / Miguel Ángel Reyes Varela \| 3 \| 66 \| \| \| 3 \| \| Harri Heliövaara / Henri Kontinen \| 6 \| 78 \| \| \| 4 \| \| Gerardo López Villaseñor \| 6 \| 77 \| \| \| 4 \| \| Harri Heliövaara \| 0 \| 62 \| \| \| 5 \| \| Manuel Sánchez \| 2 \| 66 \| \| \| 5 \| \| Otto Virtanen \| 6 \| 78 \| \| |                      |                                               |   |    |           |                      |
| 1 | Bandera de México    | Manuel Sánchez                                | 4 | 4  |           |                      |
| 1 | Bandera de Finlandia | Patrik Niklas-Salminen                        | 6 | 6  |           |                      |
| 2 | Bandera de México    | Gerardo López Villaseñor                      | 6 | 65 | 7         |                      |
| 2 | Bandera de Finlandia | Otto Virtanen                                 | 3 | 77 | 5         |                      |
| 3 | Bandera de México    | Santiago González / Miguel Ángel Reyes Varela | 3 | 66 |           |                      |
| 3 | Bandera de Finlandia | Harri Heliövaara / Henri Kontinen             | 6 | 78 |           |                      |
| 4 | Bandera de México    | Gerardo López Villaseñor                      | 6 | 77 |           |                      |
| 4 | Bandera de Finlandia | Harri Heliövaara                              | 0 | 62 |           |                      |
| 5 | Bandera de México    | Manuel Sánchez                                | 2 | 66 |           |                      |
| 5 | Bandera de Finlandia | Otto Virtanen                                 | 6 | 78 |           |                      |

| | Bandera de Líbano    | Líbano                                      | 3         | 1  | Tailandia | Bandera de Tailandia |
| --- | -------------------- | ------------------------------------------- | --------- | -- | --------- | -------------------- |
| Automobile and Touring Club of Lebanon (ATCL), Jounieh, Líbano 6 y 7 de marzo de 2020 (Tierra batida) |                      |                                             |           |    |           |                      |
| \| 1 \| \| Benjamin Hassan \| 6 \| 6 \| \| \| 1 \| \| Jirat Navasirisomboon \| 1 \| 2 \| \| \| 2 \| \| Hasan Ibrahim \| 68 \| 6 \| 63 \| \| 2 \| \| Wishaya Trongcharoenchaikul \| 710 \| 3 \| 7 \| \| 3 \| \| Benjamin Hassan / Giovani Samaha \| 6 \| 67 \| 6 \| \| 3 \| \| Kittirat Kerdlaphee / Phongsapak Kerdlaphee \| 3 \| 79 \| 0 \| \| 4 \| \| Benjamin Hassan \| 6 \| 6 \| \| \| 4 \| \| Wishaya Trongcharoenchaikul \| 2 \| 0 \| \| \| 5 \| \| Hasan Ibrahim \| No \| \| \| \| 5 \| \| Wishaya Trongcharoenchaikul \| Disputado \| \| \| |                      |                                             |           |    |           |                      |
| 1 | Bandera de Líbano    | Benjamin Hassan                             | 6         | 6  |           |                      |
| 1 | Bandera de Tailandia | Jirat Navasirisomboon                       | 1         | 2  |           |                      |
| 2 | Bandera de Líbano    | Hasan Ibrahim                               | 68        | 6  | 63        |                      |
| 2 | Bandera de Tailandia | Wishaya Trongcharoenchaikul                 | 710       | 3  | 7         |                      |
| 3 | Bandera de Líbano    | Benjamin Hassan / Giovani Samaha            | 6         | 67 | 6         |                      |
| 3 | Bandera de Tailandia | Kittirat Kerdlaphee / Phongsapak Kerdlaphee | 3         | 79 | 0         |                      |
| 4 | Bandera de Líbano    | Benjamin Hassan                             | 6         | 6  |           |                      |
| 4 | Bandera de Tailandia | Wishaya Trongcharoenchaikul                 | 2         | 0  |           |                      |
| 5 | Bandera de Líbano    | Hasan Ibrahim                               | No        |    |           |                      |
| 5 | Bandera de Tailandia | Wishaya Trongcharoenchaikul                 | Disputado |    |           |                      |

| | Bandera de Nueva Zelanda | Nueva Zelanda                           | 3         | 1  | Venezuela | Bandera de Venezuela |
| --- | ------------------------ | --------------------------------------- | --------- | -- | --------- | -------------------- |
| ASB Tennis Arena, Auckland, Nueva Zelanda 6 y 7 de marzo de 2020 (Dura) |                          |                                         |           |    |           |                      |
| \| 1 \| \| Finn Tearney \| 6 \| 6 \| \| \| 1 \| \| Jordi Muñoz Abreu \| 4 \| 4 \| \| \| 2 \| \| Ajeet Rai \| 7 \| 4 \| 2 \| \| 2 \| \| Luis David Martínez \| 5 \| 6 \| 6 \| \| 3 \| \| Marcus Daniell / Artem Sitak \| 6 \| 77 \| \| \| 3 \| \| Luis David Martínez / Jordi Muñoz Abreu \| 3 \| 63 \| \| \| 4 \| \| Jose Rubin Statham \| 6 \| 63 \| 4 \| \| 4 \| \| Brandon Perez (r) \| 2 \| 7 \| 1 \| \| 5 \| \| Finn Tearney \| No \| \| \| \| 5 \| \| Luis David Martínez \| Disputado \| \| \| |                          |                                         |           |    |           |                      |
| 1 | Bandera de Nueva Zelanda | Finn Tearney                            | 6         | 6  |           |                      |
| 1 | Bandera de Venezuela     | Jordi Muñoz Abreu                       | 4         | 4  |           |                      |
| 2 | Bandera de Nueva Zelanda | Ajeet Rai                               | 7         | 4  | 2         |                      |
| 2 | Bandera de Venezuela     | Luis David Martínez                     | 5         | 6  | 6         |                      |
| 3 | Bandera de Nueva Zelanda | Marcus Daniell / Artem Sitak            | 6         | 77 |           |                      |
| 3 | Bandera de Venezuela     | Luis David Martínez / Jordi Muñoz Abreu | 3         | 63 |           |                      |
| 4 | Bandera de Nueva Zelanda | Jose Rubin Statham                      | 6         | 63 | 4         |                      |
| 4 | Bandera de Venezuela     | Brandon Perez (r)                       | 2         | 7  | 1         |                      |
| 5 | Bandera de Nueva Zelanda | Finn Tearney                            | No        |    |           |                      |
| 5 | Bandera de Venezuela     | Luis David Martínez                     | Disputado |    |           |                      |

| | Bandera de Perú  | Perú                          | 3  | 1   | Suiza | Bandera de Suiza |
| --- | ---------------- | ----------------------------- | -- | --- | ----- | ---------------- |
| Club Lawn Tennis de la Exposición, Lima, Perú 6 y 7 de marzo de 2020 (Tierra batida) |                  |                               |    |     |       |                  |
| \| 1 \| \| Juan Pablo Varillas \| 77 \| 77 \| \| \| 1 \| \| Sandro Ehrat \| 64 \| 63 \| \| \| 2 \| \| Nicolás Álvarez \| 4 \| 4 \| \| \| 2 \| \| Henri Laaksonen \| 6 \| 6 \| \| \| 3 \| \| Sergio Galdos / Jorge Panta \| 7 \| 710 \| \| \| 3 \| \| Luca Margaroli / Sandro Ehrat \| 5 \| 68 \| \| \| 4 \| \| Juan Pablo Varillas \| 6 \| 3 \| 7 \| \| 4 \| \| Henri Laaksonen \| 3 \| 6 \| 63 \| \| 5 \| \| Nicolás Álvarez \| \| \| \| \| 5 \| Sandro Ehrat \| \| \| \| \| |                  |                               |    |     |       |                  |
| 1 | Bandera de Perú  | Juan Pablo Varillas           | 77 | 77  |       |                  |
| 1 | Bandera de Suiza | Sandro Ehrat                  | 64 | 63  |       |                  |
| 2 | Bandera de Perú  | Nicolás Álvarez               | 4  | 4   |       |                  |
| 2 | Bandera de Suiza | Henri Laaksonen               | 6  | 6   |       |                  |
| 3 | Bandera de Perú  | Sergio Galdos / Jorge Panta   | 7  | 710 |       |                  |
| 3 | Bandera de Suiza | Luca Margaroli / Sandro Ehrat | 5  | 68  |       |                  |
| 4 | Bandera de Perú  | Juan Pablo Varillas           | 6  | 3   | 7     |                  |
| 4 | Bandera de Suiza | Henri Laaksonen               | 3  | 6   | 63    |                  |
| 5 | Bandera de Perú  | Nicolás Álvarez               |    |     |       |                  |
| 5 | Bandera de Suiza | Sandro Ehrat                  |    |     |       |                  |

| | Bandera de Noruega  | Noruega                        | 4         | 0 | Barbados | Bandera de Barbados |
| --- | ------------------- | ------------------------------ | --------- | - | -------- | ------------------- |
| Oslo Tennis Arena, Oslo, Noruega 6 y 7 de marzo de 2020 (Dura, bajo techo) |                     |                                |           |   |          |                     |
| \| 1 \| \| Viktor Durasovic \| 6 \| 6 \| \| \| 1 \| \| Darian King \| 4 \| 2 \| \| \| 2 \| \| Casper Ruud \| 6 \| 6 \| \| \| 2 \| \| Haydn Lewis \| 2 \| 2 \| \| \| 3 \| \| Viktor Durasovic / Casper Ruud \| 6 \| 6 \| \| \| 3 \| \| Darian King / Haydn Lewis \| 3 \| 2 \| \| \| 4 \| \| Lukas Hellum Lilleengen \| 6 \| 6 \| \| \| 4 \| \| Kaipo Marshall \| 2 \| 1 \| \| \| 5 \| \| Viktor Durasovic \| No \| \| \| \| 5 \| \| Haydn Lewis \| Disputado \| \| \| |                     |                                |           |   |          |                     |
| 1 | Bandera de Noruega  | Viktor Durasovic               | 6         | 6 |          |                     |
| 1 | Bandera de Barbados | Darian King                    | 4         | 2 |          |                     |
| 2 | Bandera de Noruega  | Casper Ruud                    | 6         | 6 |          |                     |
| 2 | Bandera de Barbados | Haydn Lewis                    | 2         | 2 |          |                     |
| 3 | Bandera de Noruega  | Viktor Durasovic / Casper Ruud | 6         | 6 |          |                     |
| 3 | Bandera de Barbados | Darian King / Haydn Lewis      | 3         | 2 |          |                     |
| 4 | Bandera de Noruega  | Lukas Hellum Lilleengen        | 6         | 6 |          |                     |
| 4 | Bandera de Barbados | Kaipo Marshall                 | 2         | 1 |          |                     |
| 5 | Bandera de Noruega  | Viktor Durasovic               | No        |   |          |                     |
| 5 | Bandera de Barbados | Haydn Lewis                    | Disputado |   |          |                     |

| | Bandera de Lituania | Lituania                             | 0         | 4 | Portugal | Bandera de Portugal |
| --- | ------------------- | ------------------------------------ | --------- | - | -------- | ------------------- |
| Siauliai Tennis Academy, Siauliai, Lituania 6 y 7 de marzo de 2020 (Dura, bajo techo) |                     |                                      |           |   |          |                     |
| \| 1 \| \| Laurynas Grigelis \| 78 \| 3 \| 0 \| \| 1 \| \| Frederico Ferreira Silva \| 66 \| 6 \| 6 \| \| 2 \| \| Julius Tverijonas \| 1 \| 3 \| \| \| 2 \| \| João Sousa \| 6 \| 6 \| \| \| 3 \| \| Laurynas Grigelis / Lukas Mugevičius \| 3 \| 1 \| \| \| 3 \| \| João Sousa / Pedro Sousa \| 6 \| 6 \| \| \| 4 \| \| Laurynas Grigelis \| 65 \| 7 \| [3] \| \| 4 \| \| João Sousa \| 7 \| 5 \| [10] \| \| 5 \| \| Julius Tverijonas \| No \| \| \| \| 5 \| \| Frederico Ferreira Silva \| Disputado \| \| \| |                     |                                      |           |   |          |                     |
| 1 | Bandera de Lituania | Laurynas Grigelis                    | 78        | 3 | 0        |                     |
| 1 | Bandera de Portugal | Frederico Ferreira Silva             | 66        | 6 | 6        |                     |
| 2 | Bandera de Lituania | Julius Tverijonas                    | 1         | 3 |          |                     |
| 2 | Bandera de Portugal | João Sousa                           | 6         | 6 |          |                     |
| 3 | Bandera de Lituania | Laurynas Grigelis / Lukas Mugevičius | 3         | 1 |          |                     |
| 3 | Bandera de Portugal | João Sousa / Pedro Sousa             | 6         | 6 |          |                     |
| 4 | Bandera de Lituania | Laurynas Grigelis                    | 65        | 7 | [3]      |                     |
| 4 | Bandera de Portugal | João Sousa                           | 7         | 5 | [10]     |                     |
| 5 | Bandera de Lituania | Julius Tverijonas                    | No        |   |          |                     |
| 5 | Bandera de Portugal | Frederico Ferreira Silva             | Disputado |   |          |                     |

| | Bandera de Rumania                    | Rumania  | 5 | 0 | China | Bandera de la República Popular China |
| --- | ------------------------------------- | -------- | - | - | ----- | ------------------------------------- |
| Sala Polivalenta Piatra Neamt, Piatra Neamt, Rumania 6 y 7 de marzo de 2020 (Dura, bajo techo) |                                       |          |   |   |       |                                       |
| \| 1 \| \| \| \| \| \| \| \| Walkover \| \| \| \| \| \| 2 \| \| \| \| \| \| \| \| \| \| \| \| \| \| 3 \| \| / \| \| \| \| \| 3 \| / \| \| \| \| \| \| 4 \| \| \| \| \| \| \| \| \| \| \| \| \| \| 5 \| \| \| \| \| \| \| \| \| \| \| \| \| |                                       |          |   |   |       |                                       |
| 1 | Bandera de Rumania                    |          |   |   |       |                                       |
| 1 | Bandera de la República Popular China | Walkover |   |   |       |                                       |
| 2 | Bandera de Rumania                    |          |   |   |       |                                       |
| 2 | Bandera de la República Popular China |          |   |   |       |                                       |
| 3 | Bandera de Rumania                    | /        |   |   |       |                                       |
| 3 | Bandera de la República Popular China | /        |   |   |       |                                       |
| 4 | Bandera de Rumania                    |          |   |   |       |                                       |
| 4 | Bandera de la República Popular China |          |   |   |       |                                       |
| 5 | Bandera de Rumania                    |          |   |   |       |                                       |
| 5 | Bandera de la República Popular China |          |   |   |       |                                       |

### Ronda Knock-outs
Fecha: 26-28 de noviembre de 2021
Cuatro equipos jugaron en esa ronda, en series decididas en casa y fuera.
Estos cuatro equipos fueron los cuatro ganadores con la clasificación más baja del Grupo Mundial I.
Los dos equipos ganadores jugaron en la Fase clasificatoria y los dos equipos perdedores jugaron en los Play-Offs del Grupo Mundial I en 2022.

#### Equipos participantes
| Ucrania | Perú | Rumania | Noruega |
| ------- | ---- | ------- | ------- |

#### Series
| | Bandera de Noruega | Noruega                             | 3         | 1 | Ucrania | Bandera de Ucrania |
| --- | ------------------ | ----------------------------------- | --------- | - | ------- | ------------------ |
| Oslo Tennis Arena, Oslo, Noruega 26 y 27 de noviembre de 2021 (Dura, bajo techo) |                    |                                     |           |   |         |                    |
| \| 1 \| \| Viktor Durasovic \| 6 \| 6 \| \| \| 1 \| \| Illya Marchenko \| 3 \| 0 \| \| \| 2 \| \| Casper Ruud \| 6 \| 6 \| \| \| 2 \| \| Vitaliy Sachko \| 3 \| 2 \| \| \| 3 \| \| Viktor Durasovic / Casper Ruud \| 64 \| 3 \| \| \| 3 \| \| Denys Molchanov / Sergiy Stakhovsky \| 77 \| 6 \| \| \| 4 \| \| Casper Ruud \| 4 \| 6 \| 7 \| \| 4 \| \| Sergiy Stakhovsky \| 6 \| 3 \| 64 \| \| 5 \| \| Viktor Durasovic \| No \| \| \| \| 5 \| \| Vitaliy Sachko \| Disputado \| \| \| |                    |                                     |           |   |         |                    |
| 1 | Bandera de Noruega | Viktor Durasovic                    | 6         | 6 |         |                    |
| 1 | Bandera de Ucrania | Illya Marchenko                     | 3         | 0 |         |                    |
| 2 | Bandera de Noruega | Casper Ruud                         | 6         | 6 |         |                    |
| 2 | Bandera de Ucrania | Vitaliy Sachko                      | 3         | 2 |         |                    |
| 3 | Bandera de Noruega | Viktor Durasovic / Casper Ruud      | 64        | 3 |         |                    |
| 3 | Bandera de Ucrania | Denys Molchanov / Sergiy Stakhovsky | 77        | 6 |         |                    |
| 4 | Bandera de Noruega | Casper Ruud                         | 4         | 6 | 7       |                    |
| 4 | Bandera de Ucrania | Sergiy Stakhovsky                   | 6         | 3 | 64      |                    |
| 5 | Bandera de Noruega | Viktor Durasovic                    | No        |   |         |                    |
| 5 | Bandera de Ucrania | Vitaliy Sachko                      | Disputado |   |         |                    |

| | Bandera de Rumania | Rumania                                 | 4         | 0 | Perú | Bandera de Perú |
| --- | ------------------ | --------------------------------------- | --------- | - | ---- | --------------- |
| Horia Demian Sports Hall, Cluj-Napoca, Rumania 27 y 28 de noviembre de 2021 (Dura, bajo techo) |                    |                                         |           |   |      |                 |
| \| 1 \| \| Nicolae Frunza \| 6 \| 6 \| \| \| 1 \| \| Nicolás Álvarez \| 2 \| 4 \| \| \| 2 \| \| Marius Copil \| 7 \| 6 \| \| \| 2 \| \| Conner Huertas del Pino \| 5 \| 2 \| \| \| 3 \| \| Marius Copil / Horia Tecău \| 4 \| 6 \| 6 \| \| 3 \| \| Sergio Galdos / Conner Huertas del Pino \| 6 \| 3 \| 2 \| \| 4 \| \| Gabi Adrian Boitan \| 6 \| 6 \| \| \| 4 \| \| Jorge Panta \| 4 \| 4 \| \| \| 5 \| \| Nicolae Frunza \| No \| \| \| \| 5 \| \| Conner Huertas del Pino \| Disputado \| \| \| |                    |                                         |           |   |      |                 |
| 1 | Bandera de Rumania | Nicolae Frunza                          | 6         | 6 |      |                 |
| 1 | Bandera de Perú    | Nicolás Álvarez                         | 2         | 4 |      |                 |
| 2 | Bandera de Rumania | Marius Copil                            | 7         | 6 |      |                 |
| 2 | Bandera de Perú    | Conner Huertas del Pino                 | 5         | 2 |      |                 |
| 3 | Bandera de Rumania | Marius Copil / Horia Tecău              | 4         | 6 | 6    |                 |
| 3 | Bandera de Perú    | Sergio Galdos / Conner Huertas del Pino | 6         | 3 | 2    |                 |
| 4 | Bandera de Rumania | Gabi Adrian Boitan                      | 6         | 6 |      |                 |
| 4 | Bandera de Perú    | Jorge Panta                             | 4         | 4 |      |                 |
| 5 | Bandera de Rumania | Nicolae Frunza                          | No        |   |      |                 |
| 5 | Bandera de Perú    | Conner Huertas del Pino                 | Disputado |   |      |                 |

### Grupo Mundial II
La clasificación para el nuevo Grupo Mundial II, fue la siguiente:
- 12 equipos perdedores de los Play-offs del Grupo Mundial I jugados entre el 6 y 7 de marzo de 2020.
- 12 ganadores de los Play-offs del Grupo Mundial II jugados entre el 6 y 7 de marzo de 2020.

#### Equipos participantes
| Equipos participantes | Equipos participantes | Equipos participantes | Equipos participantes | Equipos participantes  | Equipos participantes |
| · Barbados            | · Bulgaria            | · China               | · China Taipéi        | · Dinamarca            | · El Salvador         |
| · Eslovenia           | · Estonia             | · Grecia              | · Indonesia           | · Letonia              | · Lituania            |
| · Marruecos           | · México              | · Paraguay            | · Polonia             | · República Dominicana | · Sudáfrica           |
| · Suiza               | · Tailandia           | · Túnez               | · Turquía             | · Venezuela            | · Zimbabue            |
| --------------------- | --------------------- | --------------------- | --------------------- | ---------------------- | --------------------- |

#### Series
| | Bandera de Zimbabue                   | Zimbabue | w/o | - | China | Bandera de la República Popular China |  |
| --- | ------------------------------------- | -------- | --- | - | ----- | ------------------------------------- |  |
| Harare Sports Club, Harare, Zimbabue 18 y 19 de septiembre de 2021 (Dura)                                                                             |                                       |          |     |   |       |                                       |  |
| \| 1 \| \| \| \| \| \| \| \| \| \| \| \| \| \| \| \| 2 \| \| \| \| \| \| \| \| \| \| \| \| \| \| \| \| 3 \| \| \| \| \| \| \| \| \| \| \| \| \| \| \| |                                       |          |     |   |       |                                       |  |
| |                                       |          |     |   |       |                                       |  |
| 1 | Bandera de Zimbabue                   |          |     |   |       |                                       |  |
| 1 | Bandera de la República Popular China |          |     |   |       |                                       |  |
| 2 | Bandera de Zimbabue                   |          |     |   |       |                                       |  |
| 2 | Bandera de la República Popular China |          |     |   |       |                                       |  |
| 3 | Bandera de Zimbabue                   |          |     |   |       |                                       |  |
| 3 | Bandera de la República Popular China |          |     |   |       |                                       |  |

| 1 | Bandera de Bulgaria | Dimitar Kuzmanov                              | 6 | 6 |   |  |  |
| 1 | Bandera de México   | Luis Patiño                                   | 1 | 1 |   |  |  |
| 2 | Bandera de Bulgaria | Adrian Andreev                                | 6 | 1 | 2 |  |  |
| 2 | Bandera de México   | Gerardo López Villaseñor                      | 3 | 6 | 6 |  |  |
| 3 | Bandera de Bulgaria | Gabriel Donev / Alexandar Lazarov             | 4 | 4 |   |  |  |
| 3 | Bandera de México   | Hans Hach Verdugo / Miguel Ángel Reyes-Varela | 6 | 6 |   |  |  |

| 4 | Bandera de Bulgaria | Dimitar Kuzmanov         | 6  | 6 | 65 |  |  |
| 4 | Bandera de México   | Gerardo López Villaseñor | 78 | 4 | 7  |  |  |

| 5 | Bandera de Bulgaria | Adrian Andreev | No        |  |  |  |  |
| 5 | Bandera de México   | Luis Patiño    | Disputado |  |  |  |  |

| 1 | Bandera de Suiza   | Dominic Stricker                      | 6 | 6  |  |  |  |
| 1 | Bandera de Estonia | Vladimir Ivanov                       | 3 | 4  |  |  |  |
| 2 | Bandera de Suiza   | Henri Laaksonen                       | 6 | 6  |  |  |  |
| 2 | Bandera de Estonia | Mattias Siimar                        | 4 | 0  |  |  |  |
| 3 | Bandera de Suiza   | Marc-Andrea Hüsler / Dominic Stricker | 6 | 7  |  |  |  |
| 3 | Bandera de Estonia | Vladimir Ivanov / Mattias Siimar      | 4 | 64 |  |  |  |

| 4 | Bandera de Suiza   | Henri Laaksonen | 7  | 6 |  |  |  |
| 4 | Bandera de Estonia | Daniil Glinka   | 63 | 4 |  |  |  |

| 5 | Bandera de Suiza   | Jerome Kym  | 6 | 6 |  |  |  |
| 5 | Bandera de Estonia | Siim Troost | 3 | 1 |  |  |  |

| 1 | Bandera de Túnez                   | Malek Jaziri                     | 6 | 1  | 5 | retiro |  |
| 1 | Bandera de la República Dominicana | Nick Hardt                       | 4 | 6  | 6 |        |  |
| 2 | Bandera de Túnez                   | Aziz Dougaz                      | 6 | 6  |   |        |  |
| 2 | Bandera de la República Dominicana | Roberto Cid Subervi              | 2 | 4  |   |        |  |
| 3 | Bandera de Túnez                   | Aziz Dougaz / Aziz Ouakaa        | 6 | 7  |   |        |  |
| 3 | Bandera de la República Dominicana | Roberto Cid Subervi / Nick Hardt | 4 | 63 |   |        |  |

| 4 | Bandera de Túnez                   | Aziz Ouakaa         | 4 | 2 |  |  |  |
| 4 | Bandera de la República Dominicana | Roberto Cid Subervi | 6 | 6 |  |  |  |

| 5 | Bandera de Túnez                   | Aziz Dougaz | 6 | 6 |  |  |  |
| 5 | Bandera de la República Dominicana | Nick Hardt  | 3 | 4 |  |  |  |

| 1 | Bandera de Grecia   | Petros Tsitsipas                        | 1  | 3 |   |  |  |
| 1 | Bandera de Lituania | Ričardas Berankis                       | 6  | 6 |   |  |  |
| 2 | Bandera de Grecia   | Michail Pervolarakis                    | 6  | 6 | 5 |  |  |
| 2 | Bandera de Lituania | Laurynas Grigelis                       | 78 | 3 | 7 |  |  |
| 3 | Bandera de Grecia   | Michail Pervolarakis / Petros Tsitsipas | 2  | 5 |   |  |  |
| 3 | Bandera de Lituania | Ričardas Berankis / Laurynas Grigelis   | 6  | 7 |   |  |  |

| 4 | Bandera de Grecia   | Alexandros Skorilas | 6 | 6 |  |  |  |
| 4 | Bandera de Lituania | Vilius Gaubas       | 4 | 4 |  |  |  |

| 5 | Bandera de Grecia   | Petros Tsitsipas  | No        |  |  |  |  |
| 5 | Bandera de Lituania | Laurynas Grigelis | Disputado |  |  |  |  |

| 1 | Bandera de Dinamarca | Christian Sigsgaard                                  | 6 | 6 |   |  |  |
| 1 | Bandera de Tailandia | Wishaya Trongcharoenchaikul                          | 3 | 2 |   |  |  |
| 2 | Bandera de Dinamarca | August Holmgren                                      | 3 | 7 | 6 |  |  |
| 2 | Bandera de Tailandia | Kasidit Samrej                                       | 6 | 5 | 2 |  |  |
| 3 | Bandera de Dinamarca | Benjamin Hannestad / Frederik Nielsen                | 6 | 6 |   |  |  |
| 3 | Bandera de Tailandia | Palaphoom Kovapitukted / Wishaya Trongcharoenchaikul | 3 | 1 |   |  |  |

| 4 | Bandera de Dinamarca | August Holmgren             | 6 | 6 |  |  |  |
| 4 | Bandera de Tailandia | Wishaya Trongcharoenchaikul | 4 | 4 |  |  |  |

| 5 | Bandera de Dinamarca | Johannes Ingildsen | 5 | 3 |  |  |  |
| 5 | Bandera de Tailandia | Kasidit Samrej     | 7 | 6 |  |  |  |

| 1 | Bandera de Polonia     | Kacper Żuk                       | 7  | 6 |  |  |  |
| 1 | Bandera de El Salvador | Marcelo Arévalo                  | 65 | 1 |  |  |  |
| 2 | Bandera de Polonia     | Kamil Majchrzak                  | 6  | 6 |  |  |  |
| 2 | Bandera de El Salvador | Lluis Miralles                   | 0  | 0 |  |  |  |
| 3 | Bandera de Polonia     | Łukasz Kubot / Jan Zieliński     | 6  | 6 |  |  |  |
| 3 | Bandera de El Salvador | Marcelo Arévalo / Lluis Miralles | 4  | 2 |  |  |  |

| 4 | Bandera de Polonia     | Wojciech Marek  | 4 | 2 |  |  |  |
| 4 | Bandera de El Salvador | Marcelo Arévalo | 6 | 6 |  |  |  |

| 5 | Bandera de Polonia     | Kacper Żuk     | No        |  |  |  |  |
| 5 | Bandera de El Salvador | Lluis Miralles | Disputado |  |  |  |  |

| 1 | Bandera de Eslovenia | Tom Kočevar-Dešman                                 | 6 | 6 |   |  |  |
| 1 | Bandera de Paraguay  | Daniel Vallejo                                     | 2 | 2 |   |  |  |
| 2 | Bandera de Eslovenia | Bor Artnak                                         | 1 | 6 | 6 |  |  |
| 2 | Bandera de Paraguay  | Martín Antonio Vergara del Puerto                  | 6 | 3 | 2 |  |  |
| 3 | Bandera de Eslovenia | Tom Kočevar-Dešman / Matic Špec                    | 6 | 6 |   |  |  |
| 3 | Bandera de Paraguay  | Daniel Vallejo / Martín Antonio Vergara del Puerto | 2 | 2 |   |  |  |

| 4 | Bandera de Eslovenia | Sebastian Dominko             | 6 | 3 | [7]  |  |  |
| 4 | Bandera de Paraguay  | Hernando José Escurra Isnardi | 4 | 6 | [10] |  |  |

| 5 | Bandera de Eslovenia | Bor Artnak     | No        |  |  |  |  |
| 5 | Bandera de Paraguay  | Daniel Vallejo | Disputado |  |  |  |  |

| 1 | Bandera de Turquía | Altuğ Çelikbilek                   | 7  | 6 |   |  |  |
| 1 | Bandera de Letonia | Robert Strombachs                  | 64 | 4 |   |  |  |
| 2 | Bandera de Turquía | Cem İlkel                          | 6  | 6 |   |  |  |
| 2 | Bandera de Letonia | Ernests Gulbis                     | 4  | 1 |   |  |  |
| 3 | Bandera de Turquía | Altuğ Çelikbilek / Cem İlkel       | 2  | 6 | 6 |  |  |
| 3 | Bandera de Letonia | Ernests Gulbis / Robert Strombachs | 6  | 3 | 4 |  |  |

| 4 | Bandera de Turquía | Ergi Kırkın    | 6 | 6 |  |  |  |
| 4 | Bandera de Letonia | Edgars Maņušis | 1 | 2 |  |  |  |

| 5 | Bandera de Turquía | Cem İlkel         | No        |  |  |  |  |
| 5 | Bandera de Letonia | Robert Strombachs | Disputado |  |  |  |  |

| 1 | Bandera de Sudáfrica | Lloyd Harris                        | 6 | 6 |  |  |  |
| 1 | Bandera de Venezuela | Brandon Pérez                       | 0 | 0 |  |  |  |
| 2 | Bandera de Sudáfrica | Philip Henning                      | 6 | 6 |  |  |  |
| 2 | Bandera de Venezuela | Ricardo Rodríguez                   | 4 | 4 |  |  |  |
| 3 | Bandera de Sudáfrica | Lloyd Harris / Ruan Roelofse        | 6 | 6 |  |  |  |
| 3 | Bandera de Venezuela | Dimitri Badra / Luis David Martínez | 2 | 4 |  |  |  |

| 4 | Bandera de Sudáfrica | Ruan Roelofse | 6 | 7  |  |  |  |
| 4 | Bandera de Venezuela | Dimitri Badra | 4 | 65 |  |  |  |

| 5 | Bandera de Sudáfrica | Philip Henning | No        |  |  |  |  |
| 5 | Bandera de Venezuela | Brandon Pérez  | Disputado |  |  |  |  |

| | Bandera de China Taipéi | China Taipéi | - | w/o | Marruecos | Bandera de Marruecos |  |
| --- | ----------------------- | ------------ | - | --- | --------- | -------------------- |  |
| China Taipéi |                         |              |   |     |           |                      |  |
| \| 1 \| \| \| \| \| \| \| \| \| \| \| \| \| \| \| \| 2 \| \| \| \| \| \| \| \| \| \| \| \| \| \| \| \| 3 \| \| \| \| \| \| \| \| \| \| \| \| \| \| \| |                         |              |   |     |           |                      |  |
| |                         |              |   |     |           |                      |  |
| 1 | Bandera de China Taipéi |              |   |     |           |                      |  |
| 1 | Bandera de Marruecos    |              |   |     |           |                      |  |
| 2 | Bandera de China Taipéi |              |   |     |           |                      |  |
| 2 | Bandera de Marruecos    |              |   |     |           |                      |  |
| 3 | Bandera de China Taipéi |              |   |     |           |                      |  |
| 3 | Bandera de Marruecos    |              |   |     |           |                      |  |

| 1 | Bandera de Barbados  | Darian King                          | 6 | 6  |  |  |  |
| 1 | Bandera de Indonesia | Gunawan Trismuwantara                | 1 | 1  |  |  |  |
| 2 | Bandera de Barbados  | Kaipo Marshall                       | 2 | 4  |  |  |  |
| 2 | Bandera de Indonesia | Justin Barki                         | 6 | 6  |  |  |  |
| 3 | Bandera de Barbados  | Darian King / Haydn Lewis            | 6 | 7  |  |  |  |
| 3 | Bandera de Indonesia | Justin Barki / Gunawan Trismuwantara | 1 | 63 |  |  |  |

| 4 | Bandera de Barbados  | Darian King  | 6 | 6 |  |  |  |
| 4 | Bandera de Indonesia | Justin Barki | 2 | 4 |  |  |  |

| 5 | Bandera de Barbados  | Kaipo Marshall        | No        |  |  |  |  |
| 5 | Bandera de Indonesia | Gunawan Trismuwantara | Disputado |  |  |  |  |

### Play-offs Grupo Mundial II
La clasificación para los Play-offs del nuevo Grupo Mundial II, fue la siguiente:
- 12 equipos perdedores del Grupo II de la edición anterior en las distintas Zonas regionales.
- 12 ganadores del Grupo III de la edición anterior en las distintas Zonas regionales.

#### Equipos participantes
| Zona Americana         | Zona Americana         | Zona Americana         | Zona Americana         | Zona Americana         | Zona Americana         |
| · Costa Rica           | · El Salvador          | · Guatemala            | · Jamaica              | · Paraguay             | · Puerto Rico          |
| Zona Asiática/Oceánica | Zona Asiática/Oceánica | Zona Asiática/Oceánica | Zona Asiática/Oceánica | Zona Asiática/Oceánica | Zona Asiática/Oceánica |
| · Filipinas            | · Hong Kong            | · Indonesia            | · Siria                | · Sri Lanka            | · Vietnam              |
| Zona Europea/Africana  | Zona Europea/Africana  | Zona Europea/Africana  | Zona Europea/Africana  | Zona Europea/Africana  | Zona Europea/Africana  |
| · Bulgaria             | · Dinamarca            | · Egipto               | · Estonia              | · Georgia              | · Grecia               |
| · Kenia                | · Madagascar           | · Marruecos            | · Polonia              | · Túnez                | · Zimbabue             |
| ---------------------- | ---------------------- | ---------------------- | ---------------------- | ---------------------- | ---------------------- |

#### Series
| | Bandera de Letonia | Letonia                          | 4  | 1  | Egipto | Bandera de Egipto |
| --- | ------------------ | -------------------------------- | -- | -- | ------ | ----------------- |
| National Tennis Centre Lielupe, Jürmala, Letonia 6 y 7 de marzo de 2020 (Dura, bajo techo) |                    |                                  |    |    |        |                   |
| \| 1 \| \| Karlis Ozolins \| 69 \| 5 \| \| \| 1 \| \| Mohamed Safwat \| 7 \| 7 \| \| \| 2 \| \| Ernests Gulbis \| 6 \| 6 \| \| \| 2 \| \| Mohamed Maamoon \| 4 \| 3 \| \| \| 3 \| \| Ernests Gulbis / Karlis Ozolins \| 6 \| 6 \| \| \| 3 \| \| Mohamed Maamoon / Mohamed Safwat \| 3 \| 4 \| \| \| 4 \| \| Ernests Gulbis \| 6 \| 6 \| \| \| 4 \| \| Mohamed Safwat \| 2 \| 4 \| \| \| 5 \| \| Robert Strombachs \| 6 \| 7 \| \| \| 5 \| \| Mohamed Amr Elsayed Abdou Ahmed \| 3 \| 63 \| \| |                    |                                  |    |    |        |                   |
| 1 | Bandera de Letonia | Karlis Ozolins                   | 69 | 5  |        |                   |
| 1 | Bandera de Egipto  | Mohamed Safwat                   | 7  | 7  |        |                   |
| 2 | Bandera de Letonia | Ernests Gulbis                   | 6  | 6  |        |                   |
| 2 | Bandera de Egipto  | Mohamed Maamoon                  | 4  | 3  |        |                   |
| 3 | Bandera de Letonia | Ernests Gulbis / Karlis Ozolins  | 6  | 6  |        |                   |
| 3 | Bandera de Egipto  | Mohamed Maamoon / Mohamed Safwat | 3  | 4  |        |                   |
| 4 | Bandera de Letonia | Ernests Gulbis                   | 6  | 6  |        |                   |
| 4 | Bandera de Egipto  | Mohamed Safwat                   | 2  | 4  |        |                   |
| 5 | Bandera de Letonia | Robert Strombachs                | 6  | 7  |        |                   |
| 5 | Bandera de Egipto  | Mohamed Amr Elsayed Abdou Ahmed  | 3  | 63 |        |                   |

| | Bandera de Paraguay  | Paraguay                               | 4         | 0 | Sri Lanka | Bandera de Sri Lanka |
| --- | -------------------- | -------------------------------------- | --------- | - | --------- | -------------------- |
| Club Internacional de Tenis, Asunción, Paraguay 6 y 7 de marzo de 2020 (Tierra batida) |                      |                                        |           |   |           |                      |
| \| 1 \| \| Adolfo Daniel Vallejo \| 6 \| 6 \| \| \| 1 \| \| Sharmal Dissanayake \| 4 \| 4 \| \| \| 2 \| \| Martin Antonio Vergara del Puerto \| 7 \| 6 \| \| \| 2 \| \| Yasitha De Silva \| 5 \| 3 \| \| \| 3 \| \| Juan Borba / Ayed Zatar \| 6 \| 6 \| \| \| 3 \| \| Yasitha De Silva / Sharmal Dissanayake \| 1 \| 4 \| \| \| 4 \| \| Adolfo Daniel Vallejo \| 6 \| 6 \| \| \| 4 \| \| Yasitha De Silva \| 1 \| 1 \| \| \| 5 \| \| Martin Antonio Vergara del Puerto \| No \| \| \| \| 5 \| \| Sharmal Dissanayake \| Disputado \| \| \| |                      |                                        |           |   |           |                      |
| 1 | Bandera de Paraguay  | Adolfo Daniel Vallejo                  | 6         | 6 |           |                      |
| 1 | Bandera de Sri Lanka | Sharmal Dissanayake                    | 4         | 4 |           |                      |
| 2 | Bandera de Paraguay  | Martin Antonio Vergara del Puerto      | 7         | 6 |           |                      |
| 2 | Bandera de Sri Lanka | Yasitha De Silva                       | 5         | 3 |           |                      |
| 3 | Bandera de Paraguay  | Juan Borba / Ayed Zatar                | 6         | 6 |           |                      |
| 3 | Bandera de Sri Lanka | Yasitha De Silva / Sharmal Dissanayake | 1         | 4 |           |                      |
| 4 | Bandera de Paraguay  | Adolfo Daniel Vallejo                  | 6         | 6 |           |                      |
| 4 | Bandera de Sri Lanka | Yasitha De Silva                       | 1         | 1 |           |                      |
| 5 | Bandera de Paraguay  | Martin Antonio Vergara del Puerto      | No        |   |           |                      |
| 5 | Bandera de Sri Lanka | Sharmal Dissanayake                    | Disputado |   |           |                      |

| | Bandera de Marruecos | Marruecos                    | 4         | 0 | Vietnam | Bandera de Vietnam |
| --- | -------------------- | ---------------------------- | --------- | - | ------- | ------------------ |
| Royal Tennis Club de Marrakech, Marrakech, Marruecos 6 y 7 de marzo de 2020 (Arcilla - Arcilla Roja, Exterior) |                      |                              |           |   |         |                    |
| \| 1 \| \| Lamine Ouahab \| 6 \| 6 \| \| \| 1 \| \| Lý Hoàng Nam \| 3 \| 2 \| \| \| 2 \| \| Adam Moundir \| 6 \| 6 \| \| \| 2 \| \| Phuong Van Nguyen \| 1 \| 4 \| \| \| 3 \| \| Anas Fattar / Lamine Ouahab \| 6 \| 6 \| \| \| 3 \| \| Lê Quốc Khánh / Lý Hoàng Nam \| 4 \| 1 \| \| \| 4 \| \| Aissa Benchakroun \| 2 \| 6 \| 10 \| \| 4 \| \| Trịnh Linh Giang \| 6 \| 3 \| 4 \| \| 5 \| \| \| No \| \| \| \| 5 \| \| Disputado \| \| \| \| |                      |                              |           |   |         |                    |
| 1 | Bandera de Marruecos | Lamine Ouahab                | 6         | 6 |         |                    |
| 1 | Bandera de Vietnam   | Lý Hoàng Nam                 | 3         | 2 |         |                    |
| 2 | Bandera de Marruecos | Adam Moundir                 | 6         | 6 |         |                    |
| 2 | Bandera de Vietnam   | Phuong Van Nguyen            | 1         | 4 |         |                    |
| 3 | Bandera de Marruecos | Anas Fattar / Lamine Ouahab  | 6         | 6 |         |                    |
| 3 | Bandera de Vietnam   | Lê Quốc Khánh / Lý Hoàng Nam | 4         | 1 |         |                    |
| 4 | Bandera de Marruecos | Aissa Benchakroun            | 2         | 6 | 10      |                    |
| 4 | Bandera de Vietnam   | Trịnh Linh Giang             | 6         | 3 | 4       |                    |
| 5 | Bandera de Marruecos |                              | No        |   |         |                    |
| 5 | Bandera de Vietnam   |                              | Disputado |   |         |                    |

| | Bandera de Indonesia | Indonesia                                      | 4         | 0  | Kenia | Bandera de Kenia |
| --- | -------------------- | ---------------------------------------------- | --------- | -- | ----- | ---------------- |
| Stadion Tenis Gelora Bung Karno, Yakarta, Indonesia 6 y 7 de marzo de 2020 (Dura - Acrílico, Al aire libre) |                      |                                                |           |    |       |                  |
| \| 1 \| \| Christopher Rungkat \| 6 \| 6 \| \| \| 1 \| \| Sheil Kotecha \| 1 \| 2 \| \| \| 2 \| \| David Agung Susanto \| 6 \| 6 \| \| \| 2 \| \| Ismael Changawa Ruwa Mzai \| 2 \| 4 \| \| \| 3 \| \| Christopher Rungkat / David Agung Susanto \| 62 \| 78 \| 7 \| \| 3 \| \| Ismael Changawa Ruwa Mzai / Ibrahim Kibet Yego \| 7 \| 6 \| 63 \| \| 4 \| \| Gunawan Trismuwantara \| 6 \| 6 \| \| \| 4 \| \| Kevin Cheruiyot \| 4 \| 2 \| \| \| 5 \| \| Christopher Rungkat \| No \| \| \| \| 5 \| \| Ismael Changawa Ruwa Mzai \| Disputado \| \| \| |                      |                                                |           |    |       |                  |
| 1 | Bandera de Indonesia | Christopher Rungkat                            | 6         | 6  |       |                  |
| 1 | Bandera de Kenia     | Sheil Kotecha                                  | 1         | 2  |       |                  |
| 2 | Bandera de Indonesia | David Agung Susanto                            | 6         | 6  |       |                  |
| 2 | Bandera de Kenia     | Ismael Changawa Ruwa Mzai                      | 2         | 4  |       |                  |
| 3 | Bandera de Indonesia | Christopher Rungkat / David Agung Susanto      | 62        | 78 | 7     |                  |
| 3 | Bandera de Kenia     | Ismael Changawa Ruwa Mzai / Ibrahim Kibet Yego | 7         | 6  | 63    |                  |
| 4 | Bandera de Indonesia | Gunawan Trismuwantara                          | 6         | 6  |       |                  |
| 4 | Bandera de Kenia     | Kevin Cheruiyot                                | 4         | 2  |       |                  |
| 5 | Bandera de Indonesia | Christopher Rungkat                            | No        |    |       |                  |
| 5 | Bandera de Kenia     | Ismael Changawa Ruwa Mzai                      | Disputado |    |       |                  |

| | Bandera de Guatemala | Guatemala                               | 1         | 3 | Túnez | Bandera de Túnez |
| --- | -------------------- | --------------------------------------- | --------- | - | ----- | ---------------- |
| Federación Nacional de Tennis, Ciudad de Guatemala, Guatemala 6 y 7 de marzo de 2020 (Dura, al aire libre) |                      |                                         |           |   |       |                  |
| \| 1 \| \| Wilfredo González \| 6 \| 3 \| 7 \| \| 1 \| \| Mohamed Aziz Dougaz \| 3 \| 6 \| 5 \| \| 2 \| \| Franz Luna Lavidalie \| 2 \| 3 \| \| \| 2 \| \| Malek Jaziri \| 6 \| 6 \| \| \| 3 \| \| Sebastián Domínguez / Wilfredo González \| 64 \| 5 \| \| \| 3 \| \| Moez Echargui / Malek Jaziri \| 7 \| 7 \| \| \| 4 \| \| Wilfredo González \| 2 \| 4 \| \| \| 4 \| \| Malek Jaziri \| 6 \| 6 \| \| \| 5 \| \| Franz Luna Lavidalie \| No \| \| \| \| 5 \| \| Mohamed Aziz Dougaz \| Disputado \| \| \| |                      |                                         |           |   |       |                  |
| 1 | Bandera de Guatemala | Wilfredo González                       | 6         | 3 | 7     |                  |
| 1 | Bandera de Túnez     | Mohamed Aziz Dougaz                     | 3         | 6 | 5     |                  |
| 2 | Bandera de Guatemala | Franz Luna Lavidalie                    | 2         | 3 |       |                  |
| 2 | Bandera de Túnez     | Malek Jaziri                            | 6         | 6 |       |                  |
| 3 | Bandera de Guatemala | Sebastián Domínguez / Wilfredo González | 64        | 5 |       |                  |
| 3 | Bandera de Túnez     | Moez Echargui / Malek Jaziri            | 7         | 7 |       |                  |
| 4 | Bandera de Guatemala | Wilfredo González                       | 2         | 4 |       |                  |
| 4 | Bandera de Túnez     | Malek Jaziri                            | 6         | 6 |       |                  |
| 5 | Bandera de Guatemala | Franz Luna Lavidalie                    | No        |   |       |                  |
| 5 | Bandera de Túnez     | Mohamed Aziz Dougaz                     | Disputado |   |       |                  |

| | Bandera de Costa Rica | Costa Rica                           | 1   | 4 | Bulgaria | Bandera de Bulgaria |
| --- | --------------------- | ------------------------------------ | --- | - | -------- | ------------------- |
| Costa Rica Country Club, San José, Costa Rica 6 y 7 de marzo de 2020 (Dura, al aire libre) |                       |                                      |     |   |          |                     |
| \| 1 \| \| Julian Saborio \| 4 \| 2 \| \| \| 1 \| \| Dimitar Kuzmanov \| 6 \| 6 \| \| \| 2 \| \| Jessee Flores \| 5 \| 6 \| 3 \| \| 2 \| \| Alexandar Lazarov \| 7 \| 4 \| 6 \| \| 3 \| \| Jessee Flores / Pablo Núñez Palmieri \| 711 \| 4 \| 712 \| \| 3 \| \| Adrian Andreev / Alexandar Lazarov \| 69 \| 6 \| 610 \| \| 4 \| \| Jessee Flores \| 4 \| 3 \| \| \| 4 \| \| Dimitar Kuzmanov \| 6 \| 6 \| \| \| 5 \| \| Rodrigo Crespo \| 2 \| 4 \| \| \| 5 \| \| 'Alexander Donski' \| 6 \| 6 \| \| |                       |                                      |     |   |          |                     |
| 1 | Bandera de Costa Rica | Julian Saborio                       | 4   | 2 |          |                     |
| 1 | Bandera de Bulgaria   | Dimitar Kuzmanov                     | 6   | 6 |          |                     |
| 2 | Bandera de Costa Rica | Jessee Flores                        | 5   | 6 | 3        |                     |
| 2 | Bandera de Bulgaria   | Alexandar Lazarov                    | 7   | 4 | 6        |                     |
| 3 | Bandera de Costa Rica | Jessee Flores / Pablo Núñez Palmieri | 711 | 4 | 712      |                     |
| 3 | Bandera de Bulgaria   | Adrian Andreev / Alexandar Lazarov   | 69  | 6 | 610      |                     |
| 4 | Bandera de Costa Rica | Jessee Flores                        | 4   | 3 |          |                     |
| 4 | Bandera de Bulgaria   | Dimitar Kuzmanov                     | 6   | 6 |          |                     |
| 5 | Bandera de Costa Rica | Rodrigo Crespo                       | 2   | 4 |          |                     |
| 5 | Bandera de Bulgaria   | 'Alexander Donski'                   | 6   | 6 |          |                     |

| | Bandera de Polonia   | Polonia                       | 4         | 0 | Hong Kong | Bandera de Hong Kong |
| --- | -------------------- | ----------------------------- | --------- | - | --------- | -------------------- |
| Arena Kalisz, Kalisz, Polonia 6 y 7 de marzo de 2020 (Dura, interior) |                      |                               |           |   |           |                      |
| \| 1 \| \| Kacper Żuk \| 6 \| 6 \| \| \| 1 \| \| Ching Lam \| 2 \| 1 \| \| \| 2 \| \| Jerzy Janowicz \| 65 \| 7 \| 6 \| \| 2 \| \| Yeung Pak-long \| 7 \| 5 \| 4 \| \| 3 \| \| Szymon Walków / Jan Zieliński \| 6 \| 6 \| 6 \| \| 3 \| \| Ching Lam / Yeung Pak-long \| 3 \| 7 \| 3 \| \| 4 \| \| Maks Kasnikowski \| 1 \| 6 \| 10 \| \| 4 \| \| Wai Yu Kai \| 6 \| 2 \| 3 \| \| 5 \| \| Jerzy Janowicz \| No \| \| \| \| 5 \| \| Ching Lam \| Disputado \| \| \| |                      |                               |           |   |           |                      |
| 1 | Bandera de Polonia   | Kacper Żuk                    | 6         | 6 |           |                      |
| 1 | Bandera de Hong Kong | Ching Lam                     | 2         | 1 |           |                      |
| 2 | Bandera de Polonia   | Jerzy Janowicz                | 65        | 7 | 6         |                      |
| 2 | Bandera de Hong Kong | Yeung Pak-long                | 7         | 5 | 4         |                      |
| 3 | Bandera de Polonia   | Szymon Walków / Jan Zieliński | 6         | 6 | 6         |                      |
| 3 | Bandera de Hong Kong | Ching Lam / Yeung Pak-long    | 3         | 7 | 3         |                      |
| 4 | Bandera de Polonia   | Maks Kasnikowski              | 1         | 6 | 10        |                      |
| 4 | Bandera de Hong Kong | Wai Yu Kai                    | 6         | 2 | 3         |                      |
| 5 | Bandera de Polonia   | Jerzy Janowicz                | No        |   |           |                      |
| 5 | Bandera de Hong Kong | Ching Lam                     | Disputado |   |           |                      |

| | Bandera de Zimbabue | Zimbabue                           | 3         | 1 | Siria | Bandera de Siria |
| --- | ------------------- | ---------------------------------- | --------- | - | ----- | ---------------- |
| Harare Sports Club, Harare, Zimbabue 6 y 7 de marzo de 2020 (Dura - Acrílico, Al aire libre) |                     |                                    |           |   |       |                  |
| \| 1 \| \| Mehluli Don Ayanda Sibanda \| 3 \| 3 \| \| \| 1 \| \| Hazem Naw \| 6 \| 6 \| \| \| 2 \| \| Benjamin Lock \| 6 \| 6 \| \| \| 2 \| \| Amer Naow \| 3 \| 3 \| \| \| 3 \| \| Benjamin Lock / Courtney John Lock \| 6 \| 4 \| 6 \| \| 3 \| \| Yacoub Makzoume / Hazem Naw \| 1 \| 6 \| 3 \| \| 4 \| \| Benjamin Lock \| 6 \| 6 \| \| \| 4 \| \| Hazem Naw \| 4 \| 4 \| \| \| 5 \| \| Mehluli Don Ayanda Sibanda \| No \| \| \| \| 5 \| \| Yacoub Makzoume \| Disputado \| \| \| |                     |                                    |           |   |       |                  |
| 1 | Bandera de Zimbabue | Mehluli Don Ayanda Sibanda         | 3         | 3 |       |                  |
| 1 | Bandera de Siria    | Hazem Naw                          | 6         | 6 |       |                  |
| 2 | Bandera de Zimbabue | Benjamin Lock                      | 6         | 6 |       |                  |
| 2 | Bandera de Siria    | Amer Naow                          | 3         | 3 |       |                  |
| 3 | Bandera de Zimbabue | Benjamin Lock / Courtney John Lock | 6         | 4 | 6     |                  |
| 3 | Bandera de Siria    | Yacoub Makzoume / Hazem Naw        | 1         | 6 | 3     |                  |
| 4 | Bandera de Zimbabue | Benjamin Lock                      | 6         | 6 |       |                  |
| 4 | Bandera de Siria    | Hazem Naw                          | 4         | 4 |       |                  |
| 5 | Bandera de Zimbabue | Mehluli Don Ayanda Sibanda         | No        |   |       |                  |
| 5 | Bandera de Siria    | Yacoub Makzoume                    | Disputado |   |       |                  |

| | Bandera de Filipinas | Filipinas                                | 1  | 4 | Grecia | Bandera de Grecia |
| --- | -------------------- | ---------------------------------------- | -- | - | ------ | ----------------- |
| Philippine Columbian Association Sports Club, Gran Manila, Filipinas 6 y 7 de marzo de 2020 (Arcilla, interior) |                      |                                          |    |   |        |                   |
| \| 1 \| \| Alberto Lim \| 2 \| 1 \| \| \| 1 \| \| Stéfanos Tsitsipás \| 6 \| 6 \| \| \| 2 \| \| Jeson Patrombon \| 2 \| 1 \| \| \| 2 \| \| Petros Tsitsipas \| 6 \| 6 \| \| \| 3 \| \| Francis Casey Alcantara / Ruben Gonzales \| 7 \| 6 \| \| \| 3 \| \| Markos Kalovelonis / Petros Tsitsipas \| 65 \| 4 \| \| \| 4 \| \| Jeson Patrombon \| 2 \| 1 \| \| \| 4 \| \| Stéfanos Tsitsipás \| 6 \| 6 \| \| \| 5 \| \| Eric Jr. Olivarez \| 4 \| 5 \| \| \| 5 \| \| Petros Tsitsipas \| 6 \| 7 \| \| |                      |                                          |    |   |        |                   |
| 1 | Bandera de Filipinas | Alberto Lim                              | 2  | 1 |        |                   |
| 1 | Bandera de Grecia    | Stéfanos Tsitsipás                       | 6  | 6 |        |                   |
| 2 | Bandera de Filipinas | Jeson Patrombon                          | 2  | 1 |        |                   |
| 2 | Bandera de Grecia    | Petros Tsitsipas                         | 6  | 6 |        |                   |
| 3 | Bandera de Filipinas | Francis Casey Alcantara / Ruben Gonzales | 7  | 6 |        |                   |
| 3 | Bandera de Grecia    | Markos Kalovelonis / Petros Tsitsipas    | 65 | 4 |        |                   |
| 4 | Bandera de Filipinas | Jeson Patrombon                          | 2  | 1 |        |                   |
| 4 | Bandera de Grecia    | Stéfanos Tsitsipás                       | 6  | 6 |        |                   |
| 5 | Bandera de Filipinas | Eric Jr. Olivarez                        | 4  | 5 |        |                   |
| 5 | Bandera de Grecia    | Petros Tsitsipas                         | 6  | 7 |        |                   |

| | Bandera de Dinamarca   | Dinamarca                            | 5  | 0  | Puerto Rico | Bandera de Puerto Rico |
| --- | ---------------------- | ------------------------------------ | -- | -- | ----------- | ---------------------- |
| Holbæk Sportsby, Holbæk, Dinamarca 6 y 7 de marzo de 2020 (Dura, bajo techo) |                        |                                      |    |    |             |                        |
| \| 1 \| \| Mikael Torpegaard \| 7 \| 6 \| \| \| 1 \| \| Quinton Vega \| 65 \| 0 \| \| \| 2 \| \| Holger Vitus Nødskov Rune \| 4 \| 6 \| 6 \| \| 2 \| \| Ignacio García \| 6 \| 3 \| 0 \| \| 3 \| \| Søren Hess-Olesen / Frederik Nielsen \| 6 \| 6 \| \| \| 3 \| \| Ignacio García / Quinton Vega \| 1 \| 2 \| \| \| 4 \| \| Frederik Nielsen \| 7 \| 6 \| \| \| 4 \| \| Ignacio García \| 65 \| 2 \| \| \| 5 \| \| Holger Vitus Nødskov Rune \| 6 \| 7 \| \| \| 5 \| \| Quinton Vega \| 1 \| 64 \| \| |                        |                                      |    |    |             |                        |
| 1 | Bandera de Dinamarca   | Mikael Torpegaard                    | 7  | 6  |             |                        |
| 1 | Bandera de Puerto Rico | Quinton Vega                         | 65 | 0  |             |                        |
| 2 | Bandera de Dinamarca   | Holger Vitus Nødskov Rune            | 4  | 6  | 6           |                        |
| 2 | Bandera de Puerto Rico | Ignacio García                       | 6  | 3  | 0           |                        |
| 3 | Bandera de Dinamarca   | Søren Hess-Olesen / Frederik Nielsen | 6  | 6  |             |                        |
| 3 | Bandera de Puerto Rico | Ignacio García / Quinton Vega        | 1  | 2  |             |                        |
| 4 | Bandera de Dinamarca   | Frederik Nielsen                     | 7  | 6  |             |                        |
| 4 | Bandera de Puerto Rico | Ignacio García                       | 65 | 2  |             |                        |
| 5 | Bandera de Dinamarca   | Holger Vitus Nødskov Rune            | 6  | 7  |             |                        |
| 5 | Bandera de Puerto Rico | Quinton Vega                         | 1  | 64 |             |                        |

| | Bandera de El Salvador | El Salvador                        | 3         | 1  | Jamaica | Bandera de Jamaica |
| --- | ---------------------- | ---------------------------------- | --------- | -- | ------- | ------------------ |
| Polideportivo Ciudad Merliot, San Salvador, El Salvador 6 y 7 de marzo de 2020 (Dura, aire libre) |                        |                                    |           |    |         |                    |
| \| 1 \| \| Alberto Alvarado \| 3 \| 2 \| \| \| 1 \| \| Bicknell Blaise \| 6 \| 6 \| \| \| 2 \| \| Marcelo Arévalo \| 6 \| 64 \| 6 \| \| 2 \| \| Rowland Phillips \| 3 \| 7 \| 2 \| \| 3 \| \| Marcelo Arévalo / Lluis Miralles \| 6 \| 6 \| \| \| 3 \| \| Bicknell Blaise / Rowland Phillips \| 3 \| 2 \| \| \| 4 \| \| Marcelo Arévalo \| 6 \| 7 \| \| \| 4 \| \| Bicknell Blaise \| 4 \| 65 \| \| \| 5 \| \| Alberto Alvarado \| No \| \| \| \| 5 \| \| Rowland Phillips \| Disputado \| \| \| |                        |                                    |           |    |         |                    |
| 1 | Bandera de El Salvador | Alberto Alvarado                   | 3         | 2  |         |                    |
| 1 | Bandera de Jamaica     | Bicknell Blaise                    | 6         | 6  |         |                    |
| 2 | Bandera de El Salvador | Marcelo Arévalo                    | 6         | 64 | 6       |                    |
| 2 | Bandera de Jamaica     | Rowland Phillips                   | 3         | 7  | 2       |                    |
| 3 | Bandera de El Salvador | Marcelo Arévalo / Lluis Miralles   | 6         | 6  |         |                    |
| 3 | Bandera de Jamaica     | Bicknell Blaise / Rowland Phillips | 3         | 2  |         |                    |
| 4 | Bandera de El Salvador | Marcelo Arévalo                    | 6         | 7  |         |                    |
| 4 | Bandera de Jamaica     | Bicknell Blaise                    | 4         | 65 |         |                    |
| 5 | Bandera de El Salvador | Alberto Alvarado                   | No        |    |         |                    |
| 5 | Bandera de Jamaica     | Rowland Phillips                   | Disputado |    |         |                    |

| | Bandera de Georgia | Georgia                                | 1 | 4 | Estonia | Bandera de Estonia |
| --- | ------------------ | -------------------------------------- | - | - | ------- | ------------------ |
| Alex Metreveli Tennis Club "Mziuri", Tiflis, Georgia 6 y 7 de marzo de 2020 (Dura, aire libre) |                    |                                        |   |   |         |                    |
| \| 1 \| \| Nikoloz Basilashvili \| 6 \| 6 \| \| \| 1 \| \| Vladimir Ivanov \| 4 \| 1 \| \| \| 2 \| \| Aleksandre Metreveli \| 4 \| 6 \| 3 \| \| 2 \| \| Kristjan Tamm \| 6 \| 4 \| 6 \| \| 3 \| \| Aleksandre Metreveli / George Tsivadze \| 6 \| 3 \| 3 \| \| 3 \| \| Vladimir Ivanov / Mattias Siimar \| 3 \| 6 \| 6 \| \| 4 \| \| Zura Tkemaladze \| 3 \| 6 \| 5 \| \| 4 \| \| Kristjan Tamm \| 6 \| 2 \| 7 \| \| 5 \| \| Nikoloz Davlianidze \| 0 \| 7 \| 3 \| \| 5 \| \| Daniil Glinka \| 6 \| 5 \| 10 \| |                    |                                        |   |   |         |                    |
| 1 | Bandera de Georgia | Nikoloz Basilashvili                   | 6 | 6 |         |                    |
| 1 | Bandera de Estonia | Vladimir Ivanov                        | 4 | 1 |         |                    |
| 2 | Bandera de Georgia | Aleksandre Metreveli                   | 4 | 6 | 3       |                    |
| 2 | Bandera de Estonia | Kristjan Tamm                          | 6 | 4 | 6       |                    |
| 3 | Bandera de Georgia | Aleksandre Metreveli / George Tsivadze | 6 | 3 | 3       |                    |
| 3 | Bandera de Estonia | Vladimir Ivanov / Mattias Siimar       | 3 | 6 | 6       |                    |
| 4 | Bandera de Georgia | Zura Tkemaladze                        | 3 | 6 | 5       |                    |
| 4 | Bandera de Estonia | Kristjan Tamm                          | 6 | 2 | 7       |                    |
| 5 | Bandera de Georgia | Nikoloz Davlianidze                    | 0 | 7 | 3       |                    |
| 5 | Bandera de Estonia | Daniil Glinka                          | 6 | 5 | 10      |                    |

### Ronda Knock-outs
Fecha: 26-28 de noviembre de 2021
Cuatro equipos jugaron en esa ronda, en series decididas en casa y fuera.
Estos cuatro equipos fueron los cuatro ganadores con la clasificación más baja del Grupo Mundial II.
Los dos equipos ganadores jugaron en los Play-offs del Grupo Mundial I y los dos equipos perdedores jugarán en los Play-Offs del Grupo Mundial II en 2022.

#### Equipos participantes
| Túnez | Dinamarca | Marruecos | Zimbabue |
| ----- | --------- | --------- | -------- |

## Grupos regionales

### Grupo III

#### Zona Americana
| Equipos participantes | Equipos participantes | Equipos participantes                | Equipos participantes | Equipos participantes |
| Antigua and Barbuda   | Bahamas               | Bermudas                             | Costa Rica            | Cuba                  |
| Guatemala             | Honduras              | Jamaica                              | Panamá                | Puerto Rico           |
| Santa Lucía           | Trinidad and Tobago   | Islas Vírgenes de los Estados Unidos | –                     | –                     |
| --------------------- | --------------------- | ------------------------------------ | --------------------- | --------------------- |

#### Zona Asia/Oceanía
| Equipos participantes | Equipos participantes | Equipos participantes | Equipos participantes | Equipos participantes | Equipos participantes | Equipos participantes | Equipos participantes | Equipos participantes | Equipos participantes |
| Hong Kong             | Jordania              | Kuwait                | Malasia               | Islas del Pacífico    | Filipinas             | Catar                 | Sri Lanka             | Siria                 | Vietnam               |
| --------------------- | --------------------- | --------------------- | --------------------- | --------------------- | --------------------- | --------------------- | --------------------- | --------------------- | --------------------- |

#### Zona Europa/África

##### Zona Europa
| Equipos participantes | Equipos participantes | Equipos participantes | Equipos participantes | Equipos participantes | Equipos participantes | Equipos participantes | Equipos participantes |
| Chipre                | Georgia               | Islandia              | Irlanda               | Liechtenstein         | Luxemburgo            | Malta                 | Mónaco                |
| --------------------- | --------------------- | --------------------- | --------------------- | --------------------- | --------------------- | --------------------- | --------------------- |

##### Zona África
| Equipos participantes | Equipos participantes | Equipos participantes | Equipos participantes | Equipos participantes | Equipos participantes | Equipos participantes | Equipos participantes |
| Argelia               | Benín                 | Egipto                | Ghana                 | Kenia                 | Madagascar            | Mozambique            | Ruanda                |
| --------------------- | --------------------- | --------------------- | --------------------- | --------------------- | --------------------- | --------------------- | --------------------- |

### Grupo IV

#### Zona Asia/Oceanía
| Equipos participantes | Equipos participantes | Equipos participantes | Equipos participantes | Equipos participantes | Equipos participantes | Equipos participantes  | Equipos participantes |
| Baréin                | Bangladés             | Camboya               | Guam                  | Irán                  | Irak                  | Kirguistán             | Mongolia              |
| Birmania              | Omán                  | Arabia Saudita        | Singapur              | Tayikistán            | Turkmenistán          | Emiratos Árabes Unidos | Yemén                 |
| --------------------- | --------------------- | --------------------- | --------------------- | --------------------- | --------------------- | ---------------------- | --------------------- |

#### Zona Europa/África

##### Europa
| Equipos participantes | Equipos participantes | Equipos participantes | Equipos participantes | Equipos participantes |
| Albania               | Andorra               | Armenia               | Azerbaiyán            | Kosovo                |
| Moldavia              | Montenegro            | Macedonia del Norte   | San Marino            | –                     |
| --------------------- | --------------------- | --------------------- | --------------------- | --------------------- |

| Equipos participantes | Equipos participantes | Equipos participantes | Equipos participantes | Equipos participantes | Equipos participantes |
| Angola                | Botsuana              | Camerún               | República del Congo   | Costa de Marfil       | Gabón                 |
| Mauricio              | Namibia               | Nigeria               | Senegal               | Togo                  | Uganda                |
| --------------------- | --------------------- | --------------------- | --------------------- | --------------------- | --------------------- |